# Wien Museum

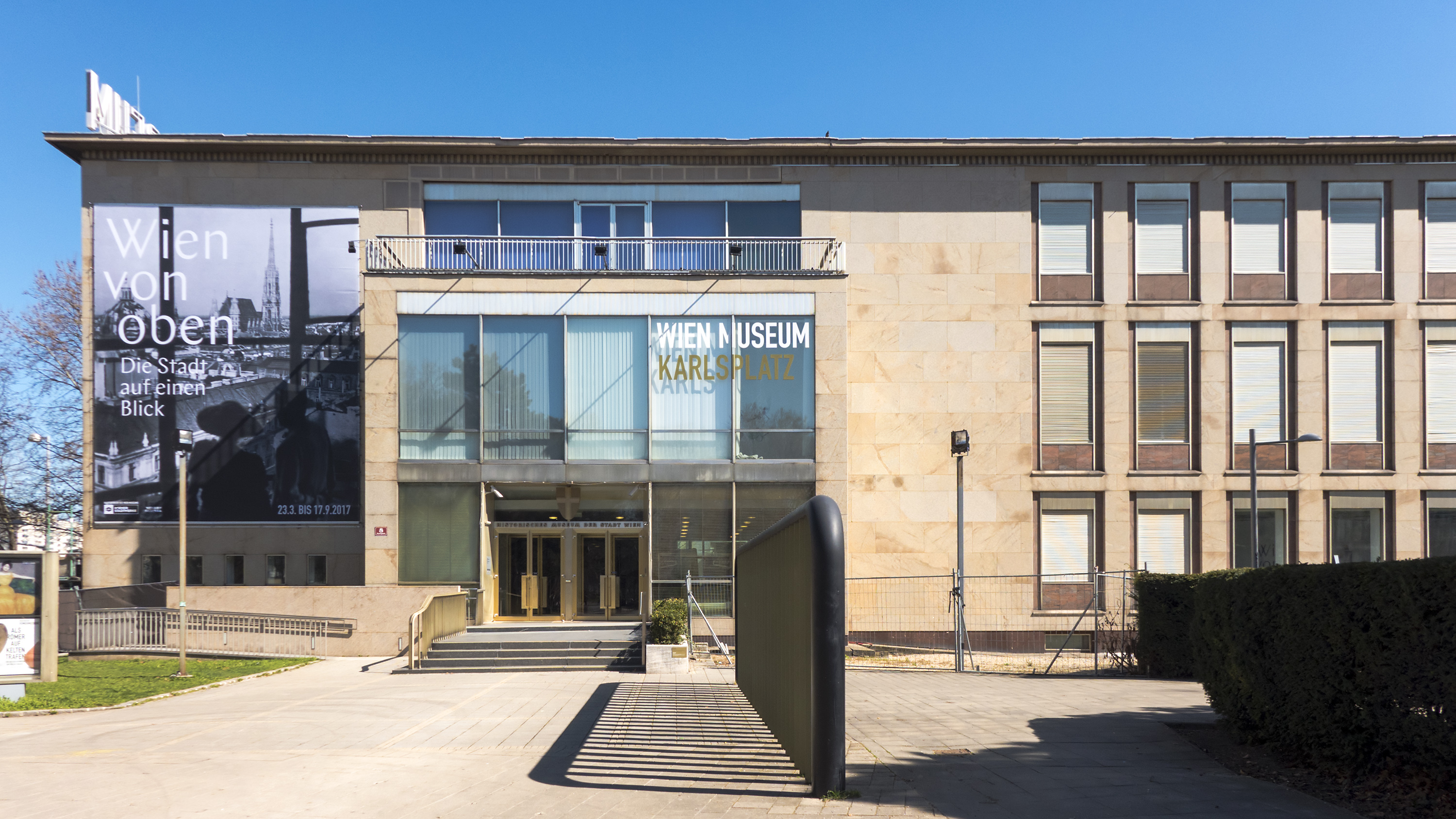
Das Wien Museum am Karlsplatz bis zum Jahr 2021

Das Wien Museum ist eine wissenschaftliche Anstalt öffentlichen Rechts mit eigener Rechtspersönlichkeit, unter der mehrere Museen der Stadt Wien zu den Museen der Stadt Wien zusammengefasst sind.
Das Haupthaus am Karlsplatz wurde als erster österreichischer Museumsneubau nach dem Zweiten Weltkrieg nach Plänen von Oswald Haerdtl gebaut und am 23. April 1959 eröffnet. Im Jahr 2019 schloss das Haus für eine Generalsanierung und aufwändige Erweiterung. Das neue Wien Museum, geplant vom Architektenteam Winkler, Ruck und Certov wurde am 6. Dezember 2023 wiedereröffnet.
Die Dauerausstellung des neuen Wien Museums am Karlsplatz ist seit der Wiedereröffnung kostenlos zu besuchen. Seit Februar 2024 finden im neuen Obergeschoß über dem Fugengeschoß die Sonderausstellungen des Wien Museums statt.
Die ständige Kunstsammlung und die historische Sammlung zur Geschichte Wiens weisen Exponate von der Jungsteinzeit bis zur Gegenwart auf. Die Anzahl der Objekte liegt bei über einer Million. Die Kunstsammlung umfasst unter anderem Werke von Gustav Klimt, Egon Schiele und Ferdinand Georg Waldmüller.
Neben dem Haupthaus am Karlsplatz, der Kirche am Steinhof und der Hermesvilla, einem ehemals kaiserlichen Schloss, bestehen zahlreiche Außenstellen in Form von Spezialmuseen, Musikerwohnungen und Ausgrabungsstätten.

## Geschichte, Trägerschaft

### Städtische Sammlungen

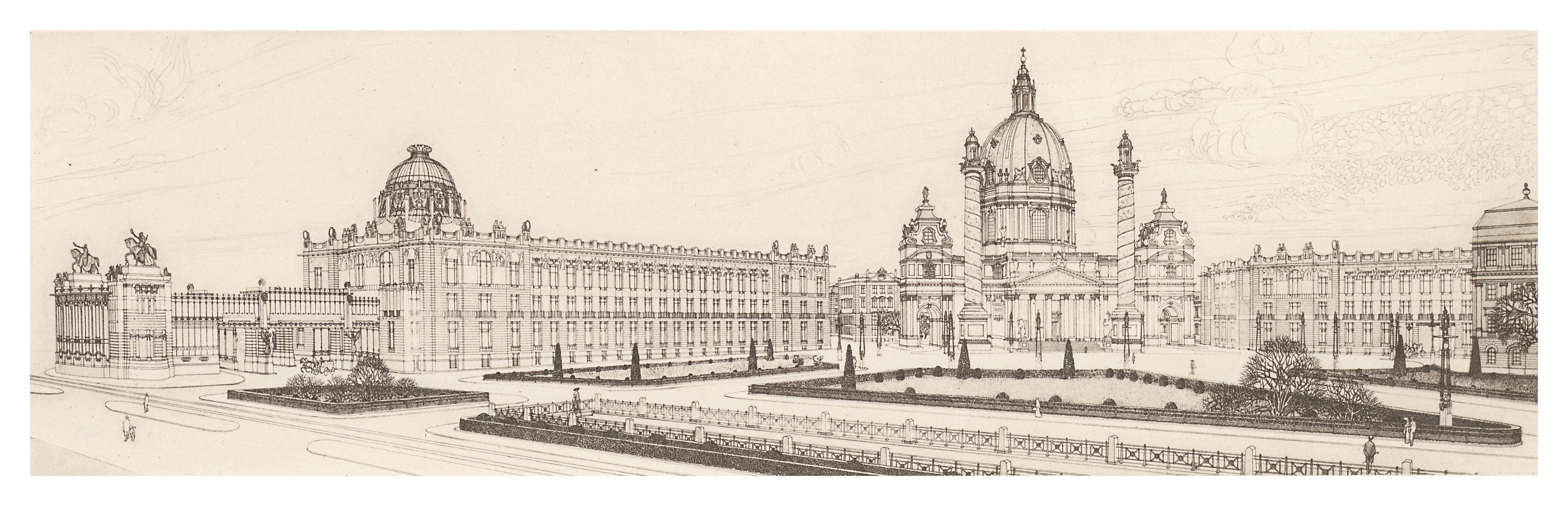
Studie Otto Wagners zur Gestaltung des Karlsplatzes, links das Kaiser Franz Joseph Stadtmuseum (um 1900)

Das 1887 gegründete Historische Museum der Stadt Wien und das Städtische Waffenmuseum wurden seit 1888 in Lehmann's allgemeinem Wohnungs-Anzeiger unter diesen Namen geführt. Bis 2002 waren die späteren Museen der Stadt Wien Teil des Magistrats der Stadt Wien, der seit 1883 seinen Hauptsitz im damaligen Neuen Rathaus hat. Dort wurden unter gemeinsamer Leitung auch die Städtischen Sammlungen (Archiv, Bibliothek, Museales) untergebracht, die Schauräume im 1. Stock, dem Repräsentationsgeschoß. 1889 wurde das heutige Wiener Stadt- und Landesarchiv von den anderen städtischen Sammlungen getrennt, 1939 auch die heutige Wienbibliothek im Rathaus.
Seit 1939 bildeten die Städtischen Sammlungen eine Abteilung der Gemeindeverwaltung des Reichsgaues Wien. Neben dem Historischen Museum und der Waffensammlung im Neuen Rathaus wurde im 4., Rainergasse 18, ein Römisches Museum betrieben, auf dem Klosterneuburger Hauptplatz (26. Bezirk) ein städtisches Weinmuseum. Am ehemaligen Wohnort des Malers Rudolf von Alt, 8., Skodagasse 11, befand sich eine Alt-Gedenkstätte. Damals zählten auch die Heimatmuseen von Meidling, Ottakring, Hernals, Floridsdorf und Mödling (bis 1954 24. Bezirk) und das Ortsmuseum Klosterneuburg zu den Städtischen Sammlungen.

### Museen der Stadt Wien
Nach 1945 waren die städtischen Museen jahrzehntelang als MA 10 (Magistratsabteilung 10) bekannt. Sie ressortierten zur Geschäftsgruppe Kultur, die von einem amtsführenden Stadtrat geleitet wird. Seit 1974 führte Robert Waissenberger das Haus, nach seinem Tod am 28. März 1987 bis Ende März 2003 sein früherer Mitarbeiter Günter Düriegl (geb. 9. November 1940).

### Ausgliederung aus der Stadtverwaltung
1998 und 2002 wurde für die Bundesmuseen mit dem Bundesmuseen-Gesetz 2002 i.d.g.F die Möglichkeit geschaffen, deren Betrieb aus dem Staatseigentum formal in eigenständige Rechtsträger, genannt wissenschaftliche Anstalten, auszugliedern. Damit sollte die stärker an privatwirtschaftlicher Gestion orientierte Führung des Museumsbetriebs erleichtert werden. 1999 und 2000 wurden die ersten großen staatlichen Museen mit Vollrechtsfähigkeit ausgegliedert.
Das Land Wien übernahm dieses Modell 2001 im Wiener Museumsgesetz (Wr. MuG).
Die MA 10 – Museen der Stadt Wien wurde auf Grund dieses Gesetzes 2002 als vollrechtsfähige, d. h. uneingeschränkt eine eigene Rechtspersönlichkeit darstellende wissenschaftliche Anstalt öffentlichen Rechts namens Museen der Stadt Wien konstituiert (§ 3 Wr. MuG). Die bis dahin erworbenen Sammlungsbestände wurden der Anstalt nicht ins Eigentum übertragen, sondern laut Gesetz als Leihgabe (§ 8 Wr. MuG) anvertraut. Die Museumsordnung war von der Wiener Landesregierung als Verordnung zu erlassen, der Direktor (Geschäftsführer) von der Landesregierung auf Vorschlag des Kulturstadtrates zu bestellen. Als Aufsichtsrat fungiert ein von der Landesregierung bestelltes achtköpfiges Kuratorium. Die Anstalt unterliegt weiters der Aufsicht durch die Landesregierung und der Kontrolle durch den Stadtrechnungshof, bis 2013 als Kontrollamt der Stadt Wien bezeichnet.
Die Anstalt führt, seit Wolfgang Kos 2003 die Direktion übertragen wurde, in der Öffentlichkeit den Namen Wien Museum. Seit 2015 ist Matti Bunzl Direktor.

### Direktoren
- 1949–1968: Franz Glück
- 1968–1974: Alfred May
- 1974–1987: Robert Waissenberger
- 1987–2003: Günter Düriegl
- 2003–2015: Wolfgang Kos[7]
- seit 1. Oktober 2015 Matti Bunzl

## Wien Museum Karlsplatz

### Beschreibung

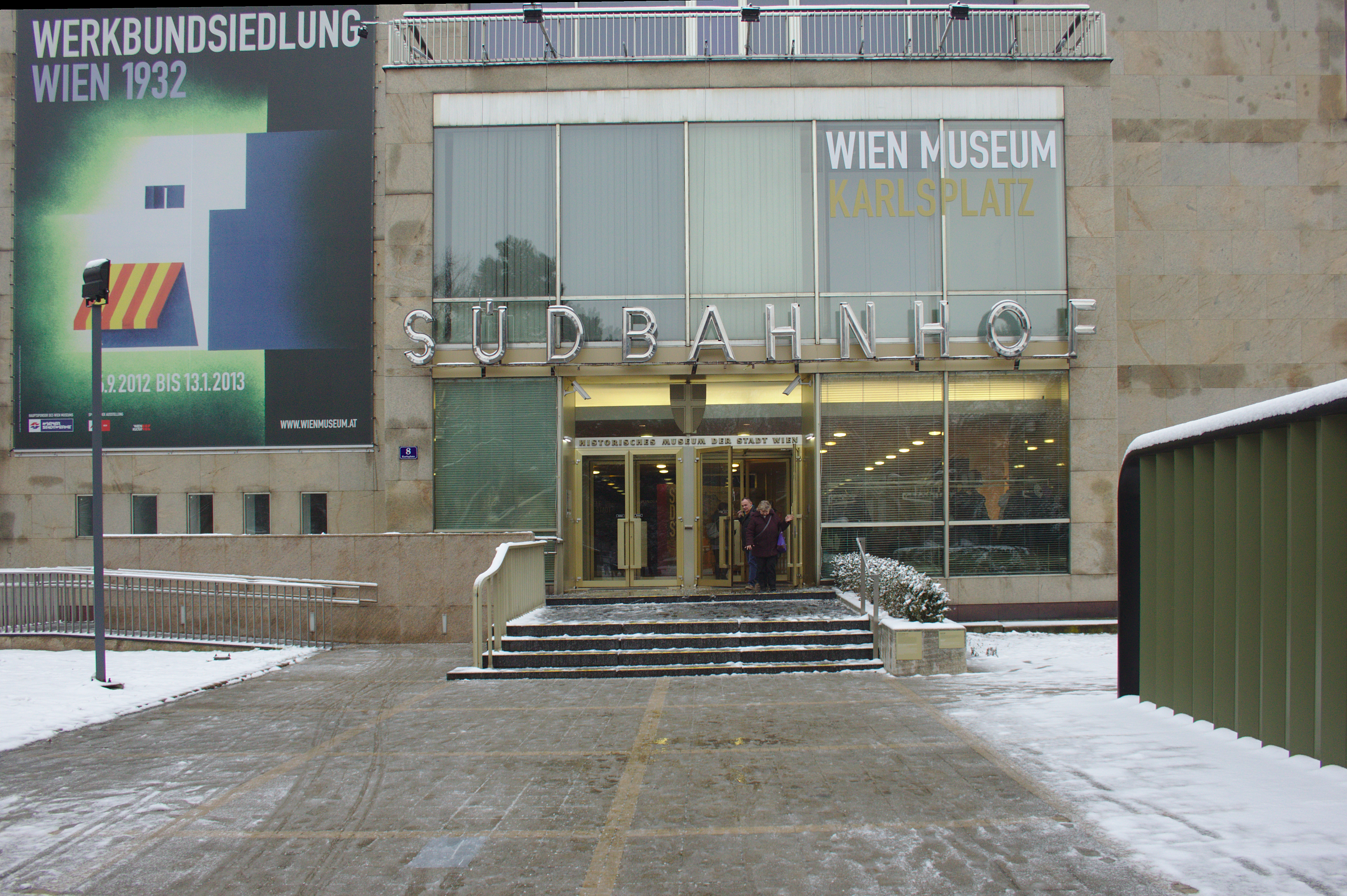
Wien Museum Karlsplatz, 2013, Eingangsbereich mit den Edelstahllettern des Südbahnhofs

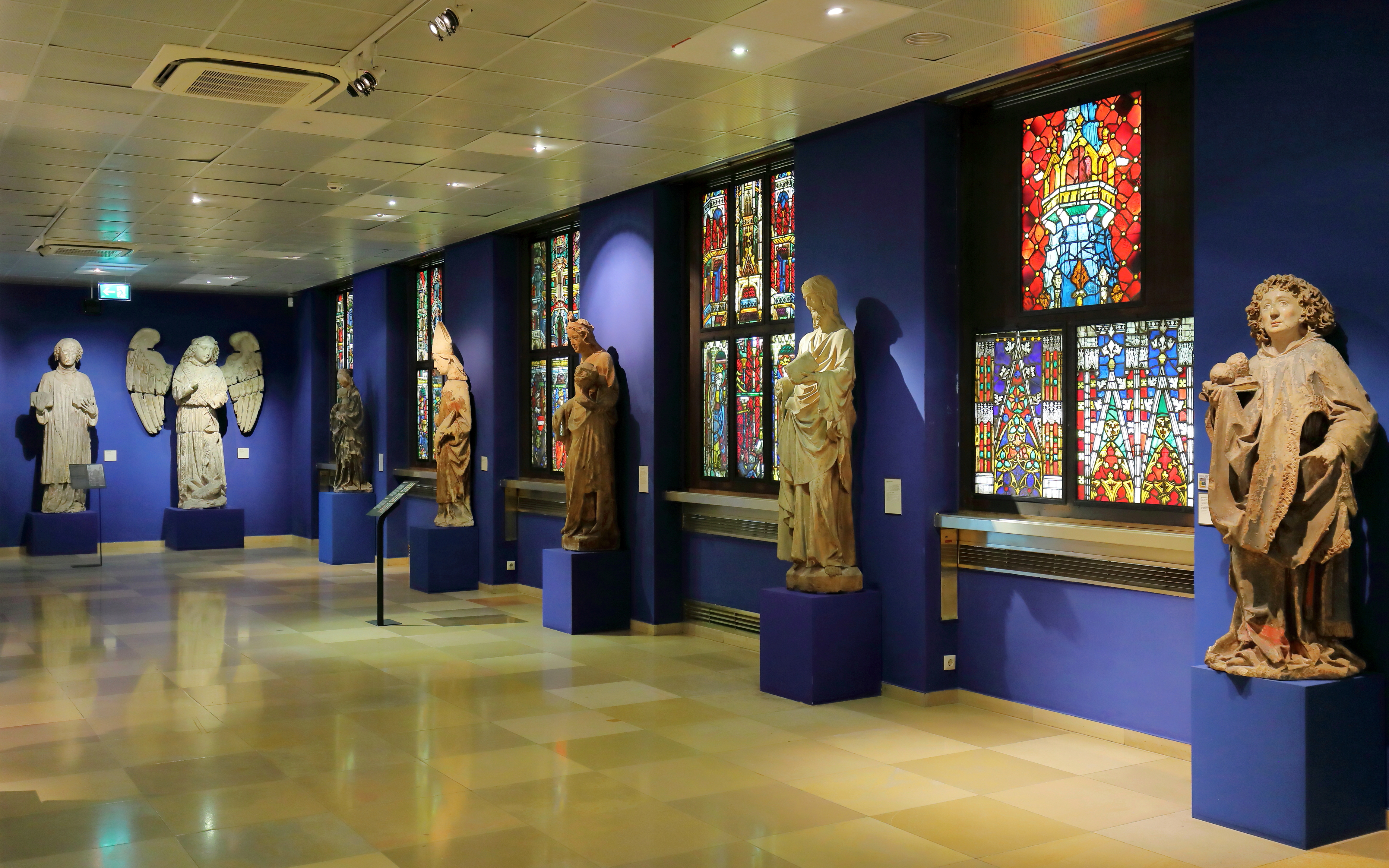
Wien Museum Karlsplatz, Schauraum (2018) mit Original-Exponaten vom Stephansdom

Das Historische Museum der Stadt Wien besteht seit 1887 und war bis 1959 im Wiener Rathaus untergebracht. Die ersten Pläne für ein Wiener Stadtmuseum am Karlsplatz wurden schon Anfang des 20. Jahrhunderts entworfen: Von Otto Wagner liegt ein besonders attraktives Projekt vor. Die Realisierung des Museumsbaus verschob sich jedoch – vor allem wegen der zwei Weltkriege – um Jahrzehnte.
1953 fasste der Wiener Gemeinderat anlässlich des 80. Geburtstags des Bundespräsidenten und ehemaligen Wiener Bürgermeisters Theodor Körner den Beschluss, ihm zu Ehren den Bau des Museums zu verwirklichen. Es wurde ein Wettbewerb ausgelobt, zu dem dreizehn Architekten namentlich eingeladen wurden (beispielsweise Clemens Holzmeister, Erich Boltenstern und Karl Schwanzer), der darüber hinaus aber offen war. Die Entwürfe wurden von einer Jury beurteilt, die aus dem Vorsitzenden Franz Schuster, den Architekten Max Fellerer und Roland Rainer, dem Stadtbaudirektor von Wien, dem Direktor der Städtischen Sammlungen Franz Glück, dem Leiter der Abteilung Stadtregulierung und dem Leiter der Abteilung Architektur bestand.
Von den 80 Teilnehmern wurden insgesamt 96 Entwürfe eingereicht; Oswald Haerdtl wurde von der Jury der vierte Platz zugesprochen. Hierauf wurde Haerdtl „freihändig“ beauftragt und realisierte den Bau im zurückhaltend modernen Stil der damaligen Zeit. Haerdtl entwarf auch die Inneneinrichtung bis zur Möblierung des Direktionszimmers. Die Grundsteinlegung fand am 2. Oktober 1954 statt. Am 23. April 1959 wurde das Museum am Karlsplatz als erster und für Jahrzehnte einziger Museumsneubau der Zweiten Republik eröffnet.
Das Historische Museum der Stadt Wien trat immer wieder mit Sonderausstellungen hervor. Unter Direktor Robert Waissenberger veranstaltete das Haus 1985 im auf dem Karlsplatz gegenüberliegenden Künstlerhaus Wien die Jugendstilausstellung „Traum und Wirklichkeit“, mit über 600.000 Besuchern eine der erfolgreichsten jemals in Wien abgehaltenen Ausstellungen.
Im Jahr 2000 wurde der Innenhof überdacht. 2003, als unter der Direktion von Wolfgang Kos die Museen der Stadt Wien zu der neuen Dachmarke „Wien Museum“ zusammengeführt wurden, erfolgte die Umbenennung in „Wien Museum Karlsplatz“. Anfang 2006 erfolgte eine Umgestaltung des Foyers, außerdem wurden im Bereich eines ehemaligen Depots neue Ausstellungsflächen freigemacht.
Präsentiert als Mischung aus historischer Sammlung und Kunstsammlung, sollte dem Besucher ein Querschnitt der Entwicklung Wiens, von den jungsteinzeitlichen Anfängen über das römische Legionslager Vindobona bis zum 20. Jahrhundert, vermittelt werden. Neben der Dauerausstellung werden regelmäßig Sonderausstellungen gezeigt.

### Museumserweiterung, Um- bzw. Ausbau

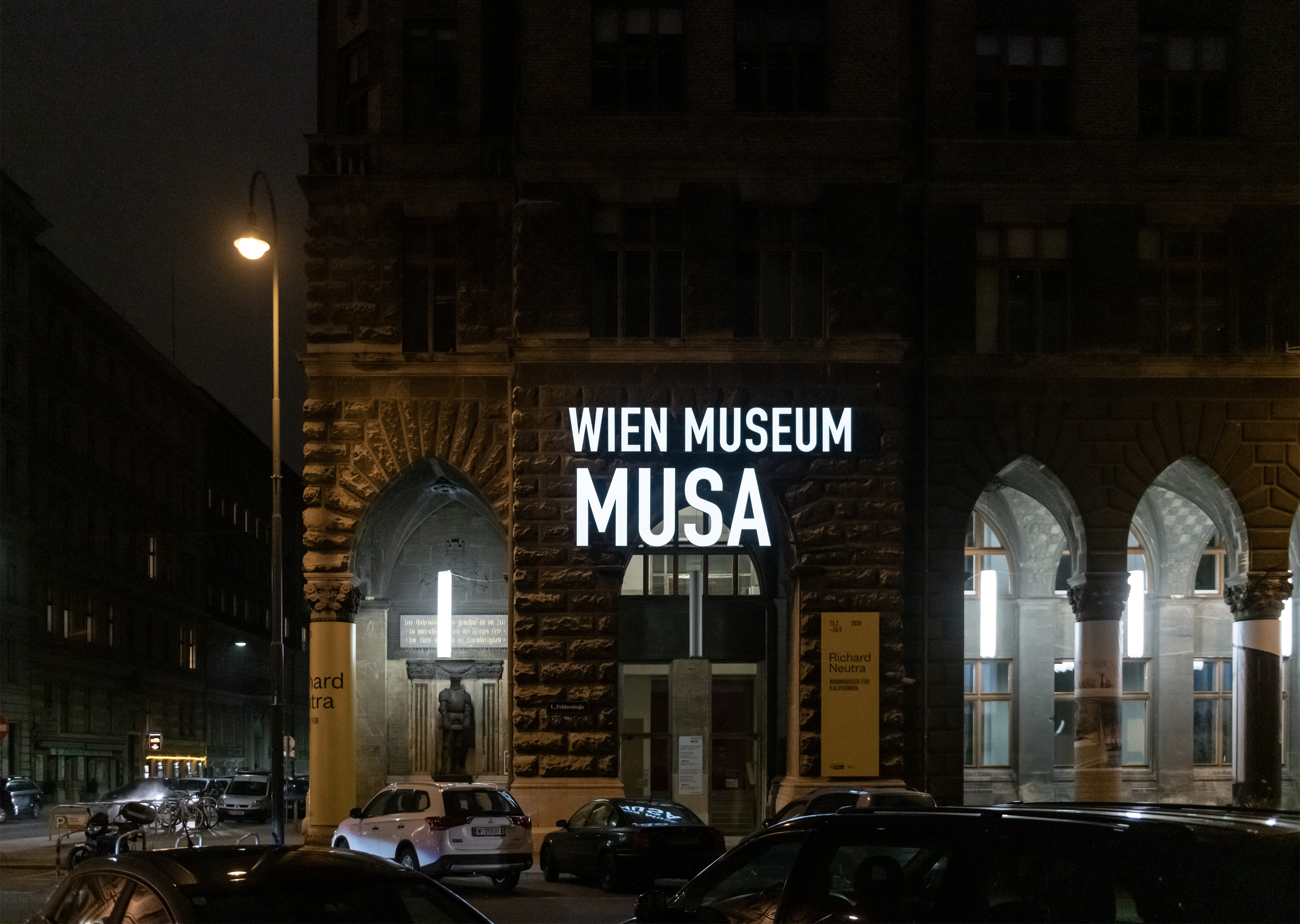
MUSA in der Rathausstraße (2020)

Bevor der Karlsplatz als „der logische Ort“ (zit. Max Hollein) für das unter eklatanter Platznot leidende Wien Museum bestimmt wurde, war noch ein zweiter Standort in der Diskussion. „Soll das Museum am Karlsplatz bleiben und einen (wie auch immer gearteten) Zubau erhalten? Oder soll es an den Hauptbahnhof übersiedeln – auf ein von Bürotürmen umzingeltes Grundstück der Ersten Bank“, lautete die Fragestellung. Die im Jahr 2012 einberufene Enquete „Wien Museum Neu“ brachte allerdings ein eindeutiges Ergebnis hervor: Mehr als zwei Drittel der Fachleute sprachen sich für den Karlsplatz aus. „Einen besseren Ort als jenen, an dem die ‚Verwerfungslinien aus der Geschichte dieser Stadt zusammentreffen‘, könnte man kaum finden – noch dazu an der Wien, wie die Landschaftsarchitektin Maria Auböck ergänzte.“
2015 wurde dann ein internationaler Architekturwettbewerb für „das wichtigste Museumsbauvorhaben der Stadt Wien seit vielen Jahrzehnten“ (Kulturstadtrat Andreas Mailath-Pokorny) ausgeschrieben, den bei 274 Einreichungen, aus 26 Ländern, das österreichische Architektenteam Winkler + Ruck und Ferdinand Certov gewann. „Die Erweiterung für das Museum, die aufs Dach kommt“ (zit. Jurybegründung) basiert auf folgender Idee: „Der denkmalgeschützte Haerdtl-Bau bildet den Grundstein für die schwebende Konstruktion eines lichten Stirnteils, der den bestehenden Solitär um ein zusätzliches Geschoss ergänzt. Im Fugengeschoss wird ein sogenannter Wien-Raum Platz finden. Dank umlaufender Balkonfläche überblickt dieser den gesamten Karlsplatz.“ Zusätzlich zum zweigeschoßigen Dachaufbau (Veranstaltungsraum, unten und Sonderausstellungsfläche, oben) wird ein gläserner Riegel als Foyer senkrecht vor den Bestandsbau gesetzt.
Im Mai 2017 starteten die Sondierungsarbeiten für den Umbau des Wien Museums am Karlsplatz. Die Tragfähigkeit von Boden, Fundamenten und Wänden wurde untersucht, bevor mit der geplanten Überbauung bzw. Aufstockung des Gebäudes begonnen werden konnte. Die Kosten für den Umbau des Museums sollten insgesamt 108 Millionen Euro betragen. Die Stadtverwaltung entschloss sich im Frühjahr 2018 dazu, die Baukosten nicht durch eine öffentlich-private Partnerschaft zu decken, sondern direkt aus dem Stadtbudget zu finanzieren. Am Abend des 3. Februars 2019 wurde das Wien Museum aufgrund des Umbaus geschlossen und es wurde ein „alternativer Betrieb“ vorgesehen, wie beispielsweise mobile Ausstellungen für Volksschulen. Im Zuge des Umbaus stieß man kurz darauf auf die Fundamente eines der ersten Wiener Einkaufszentren.
Im August 2023 wurde ein Schriftzug aus 1,25 Meter hohen Edelstahllettern von mehr als zwölf Metern Länge über der zentralen Halle des Wiener Südbahnhofs als Teil einer Dauerausstellung ins Wien Museum verbracht. Umbau und Erweiterung des Wien Museums, das zum Raum der Begegnung, „ein Wohnzimmer für alle“ (Direktor Matti Bunzl) werden soll, bringt eine Verdoppelung der Museumsfläche von 6.900 auf 12.000 m². Erweitert wurde das Gebäude auch unterirdisch mit neuen Depotflächen auf 1.200 m² unter dem Vorplatz, u. a. für die Grafik- und Fotosammlung.
Das NEUE WIEN MUSEUM eröffnete, wie vorgesehen, nach drei Jahren Umbauzeit am 6. Dezember 2023 und kann bei freiem Eintritt besucht werden.

## Historische Details seit 1959
- 1949–1967: Direktion Franz Glück[24]
- 23. April 1959: Feierliche Eröffnung des Historischen Museums sowie der ersten Sonderausstellung Hieronymus Löschenkohl durch Bundespräsident Adolf Schärf
- 1960: Ausstellung Das Wiener Bürgerliche Zeughaus
- 1961: Eröffnung der Dauerausstellung zu Kunst und Geschichte Wiens
- 1963: Ausstellung Otto Wagner – Das Werk des Architekten
- 1964: Eröffnung des Pratermuseums und Ausstellung Wien um 1900
- 1968–1974: Direktion Alfred May[24]
- 1968: Ausstellung Joseph M. Olbrich
- 1969: Ausstellung Wien 1800–1850. Empire und Biedermeier
- 1970: Eröffnung der Beethoven-Gedenkstätte in Heiligenstadt
- 1973: Ausstellung Wien 1850–1900. Welt der Ringstraße
- 1974–1987: Direktion Robert Waissenberger
- 1974–1986: Gratis-Eintritt in das Museum und seine Dependancen
- 1977: Ausstellung Vindobona. Die Römer im Wiener Raum
- 1979: Die renovierte Hermesvilla wird Teil der Museen der Stadt Wien; einer der vom Abriss bedrohten Stadtbahn-Pavillons am Karlsplatz von Otto Wagner wird dem Museum übergeben.
- 1980: Ausstellung Das Wiener Kaffeehaus. Von den Anfängen bis zur Zwischenkriegszeit
- 1981: 106.000 Besucher bei der Egon-Schiele-Ausstellung mit Werken aus der Sammlung Serge Sabarsky
- 1982: Neidhart-Fresken als neue Außenstelle
- 1983: Erste Großausstellung im Künstlerhaus: Die Türken vor Wien, gestaltet von Hans Hollein
- 1985: Großausstellung Traum und Wirklichkeit. Wien 1870–1930, gestaltet von Hans Hollein; 622.000 Besucher bedeuten Wiener Rekord
- 1986: Ausstellung Elisabeth von Österreich. Einsamkeit, Macht und Freiheit in der Hermesvilla
- 1987–2003: Direktion Günter Düriegl[25]
- 1987: Ausstellung Biedermeier und Vormärz im Künstlerhaus, gestaltet von Boris Podrecca
- 1989: Ausstellung Arnulf Rainer, weitere Stationen in New York und Chicago
- 1993: Ausstellung Das rote Wien
- 1995: Ausstellung Hans Hollein
- 1997: Schubert-Ausstellung, gestaltet von Hermann Czech
- 1999: Ausstellungen Das ungebaute Wien 1800–2000. Projekte für die Metropole und Johann Strauss. Unter Donner und Blitz
- 2000: Zubau und Überdachung des Atriums durch Dimitris Manikas; Ausstellung Hans Makart. Malerfürst in der Hermesvilla
- 2002: Ausgliederung der Museen der Stadt Wien aus der städtischen Verwaltung
- 2003–2015: Direktion Wolfgang Kos, Umbenennung in Wien Museum
- 2004: Ausstellung Gastarbajteri. 40 Jahre Arbeitsmigration und Großausstellung Alt-Wien. Die Stadt, die niemals war (Künstlerhaus)
- 2006: Umbau durch BWM Architekten und Partner: neuer Eingangsbereich, zusätzlicher Ausstellungsraum
- 2007: Ausstellungen Im Wirtshaus und Ganz unten. Die Entdeckung des Elends
- 2008: Eröffnung des Römermuseums am Hohen Markt
- 2008: Ausstellung Wo die Wuchtel fliegt
- 2009: Neueröffnung des umgestalteten Haydnhauses
- 2009–2010: Großausstellung im Künstlerhaus: kampf um die stadt. politik, kunst und alltag um 1930
- 2013: Ausstellung Wiener Typen
- seit 2015: Direktion Matti Bunzl
- 2015: Ausstellungen:
  - Wien Museum Neu. Die Ergebnisse des Architekturwettbewerbs
  - Andreas Groll. Wiens erster moderner Fotograf
  - Auf den ersten Blick. Junge Illustration aus Wien
  - Ballgasse 6. Galerie Pakesch und die Kunstszene der 80er
  - Der Ring. Pionierjahre einer Prachtstraße
  - Liebes Wien, Deine Ingeborg Strobl
  - Mythos Galizien
  - Romane Thana. Orte der Roma und Sinti
- 2016: Ausstellungen (Standort Karlsplatz):[26]
  - O.R. Schatz & Carry Hauser. Im Zeitalter der Extreme
  - In den Prater! Wiener Vergnügungen seit 1766
  - Gezeichnete Moderne. Rudolf Weiss, ein Schüler Otto Wagners
  - Chapeau! Eine Sozialgeschichte des bedeckten Kopfes
  - Sex in Wien. Lust. Kontrolle. Ungehorsam
- 2018: Ausstellungen
  - Otto Wagner
- 2019:
  - 3. Februar: Letzter regulärer Öffnungstag vor dem Um- bzw. Ausbau des Museums
  - 5. Juli – 1. September: Takeover. Street-Art & Skateboarding im leergeräumten Museumsgebäude am Karlsplatz
  - Ausstellung im Wien Museum MUSA
    - Das rote Wien
- 2020: Ausstellungen im Wien Museum MUSA
  - Richard Neutra. Wohnhäuser für Kalifornien
  - Im Schatten von Bambi. Felix Salten entdeckt die Moderne
- 2021: Ausstellung im Wien Museum MUSA
  - Auf Linie. NS-Kunstpolitik in Wien
- 2022: Ausstellungen im Wien Museum MUSA
  - Augenblick! Strassenfotografie in Wien
  - Atelier Bauhaus, Wien Friedl Dicker und Franz Singer
- 2022: Seit 7. Mai 2022 ist Otto Wagners Kirche St. Leopold am Steinhof ein weiterer Standort
- 2023: Ausstellungen im Wien Museum MUSA
  - Grossstadt im Kleinformat Die Wiener Ansichtskarte
- 6. Dezember 2023: Feierliche Wiedereröffnung des Haupthauses am Karlsplatz durch den Wiener Bürgermeister Michael Ludwig und der zuständigen Stadträtin Veronica Kaup-Hasler.
  - Die neue Dauerausstellung „Wien. Meine Geschichte“ ist kostenlos.
- 2024:
  - Fischer von Erlach. Entwurf einer historischen Architektur.
- 15. März 2024: Eröffnung des neuen Pratermuseums im Wurstelprater
  - Secessionen. Klimt, Stuck, Liebermann Ausstellung über die Secessionen in München, Wien und Berlin in Kooperation mit der Alten Nationalgalerie in Berlin

## Höhepunkte aus der Sammlung

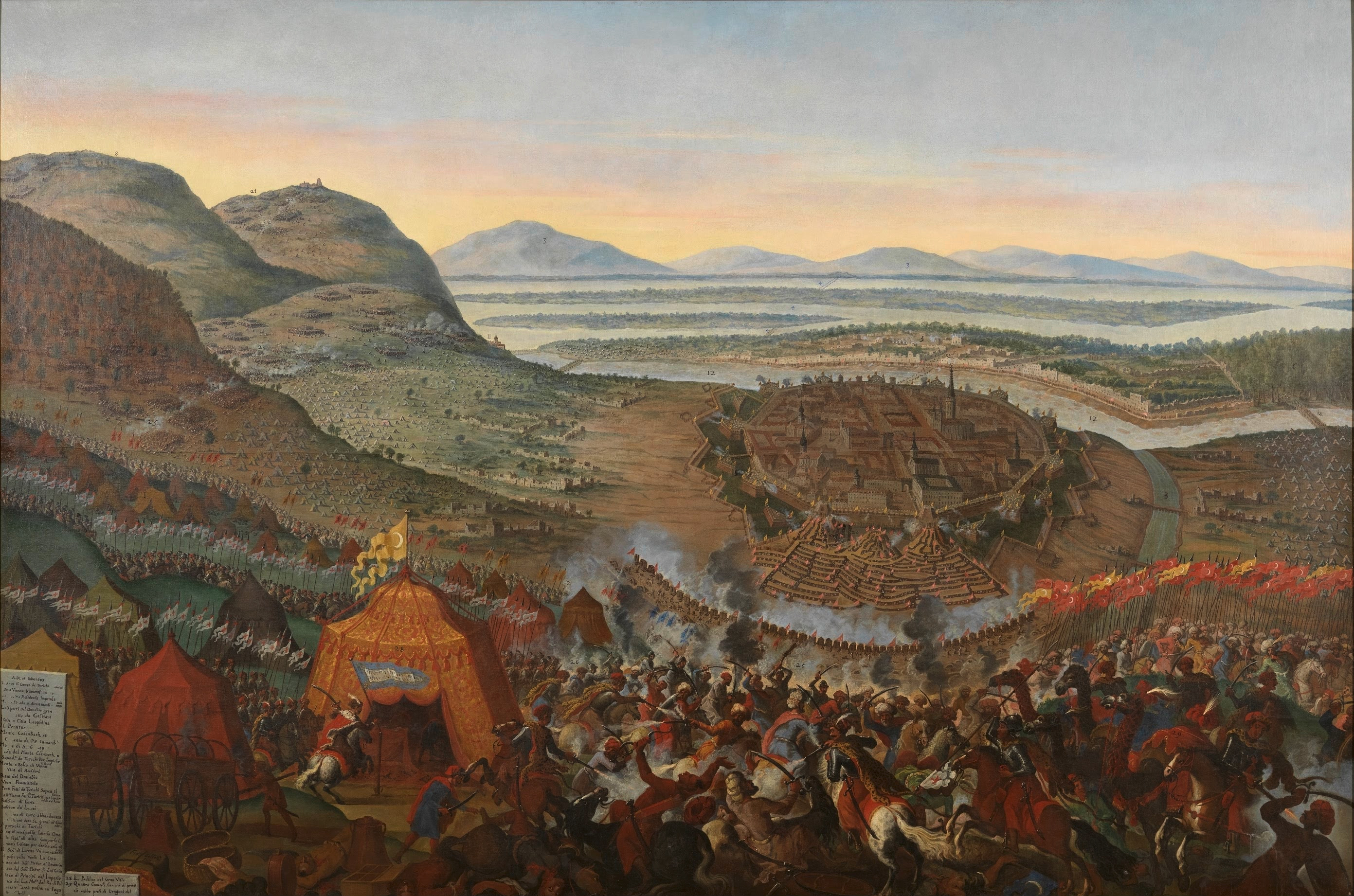
Die Entsatzschlacht Wiens 1683 von Frans Geffels
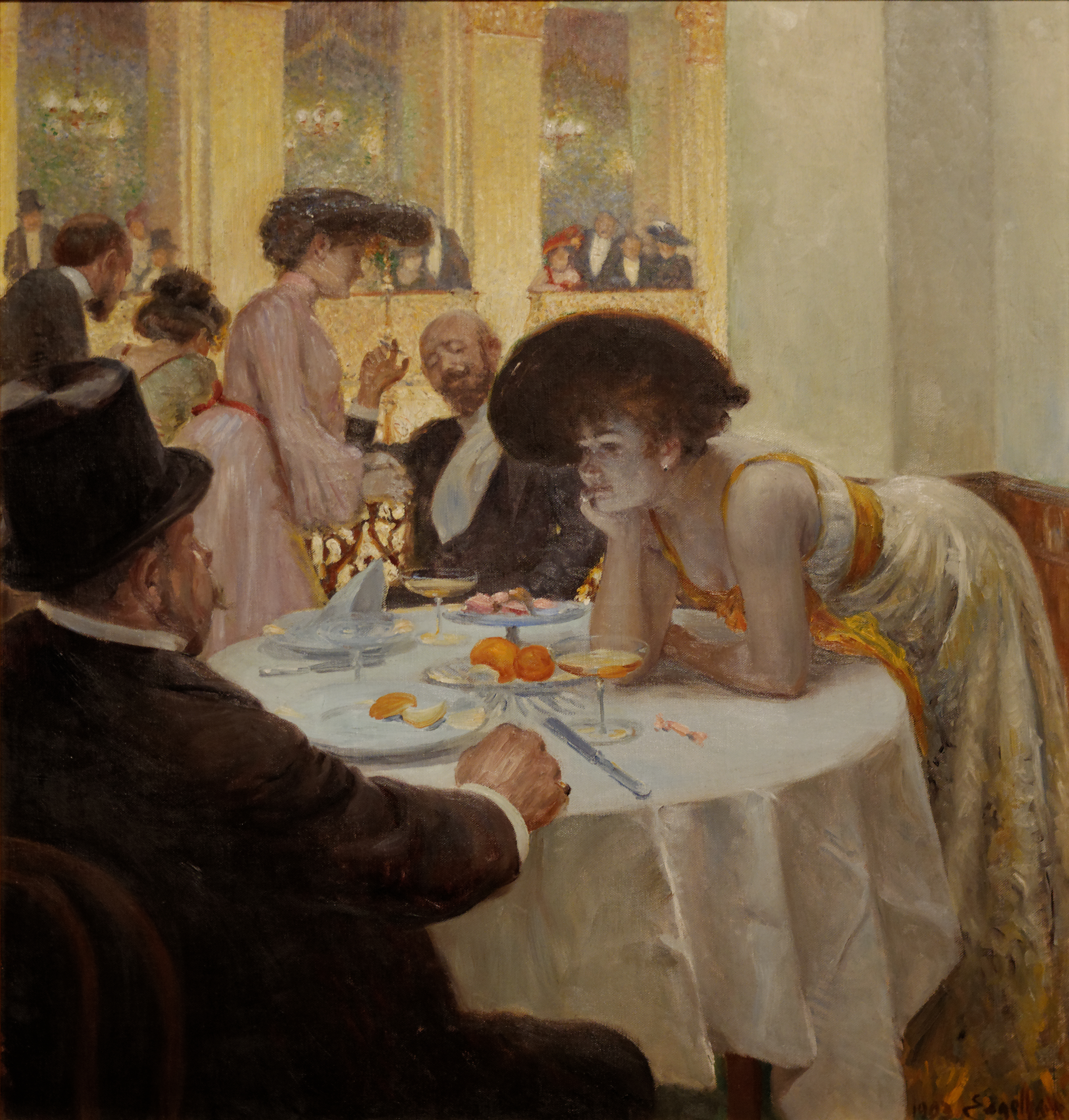
Loge im Sophiensaal von Josef Engelhart
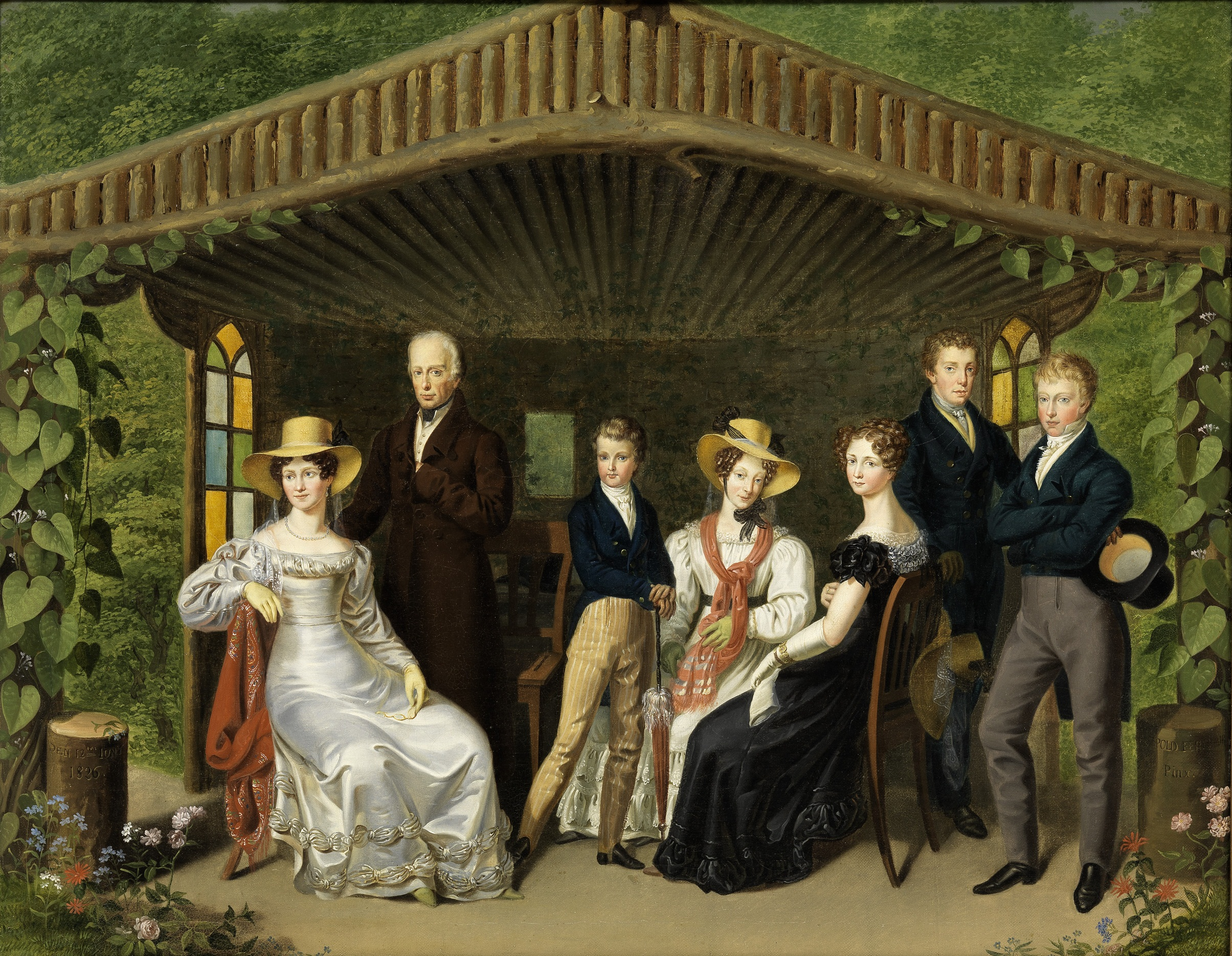
Die kaiserliche Familie in einer Gartenlaube von Leopold Fertbauer
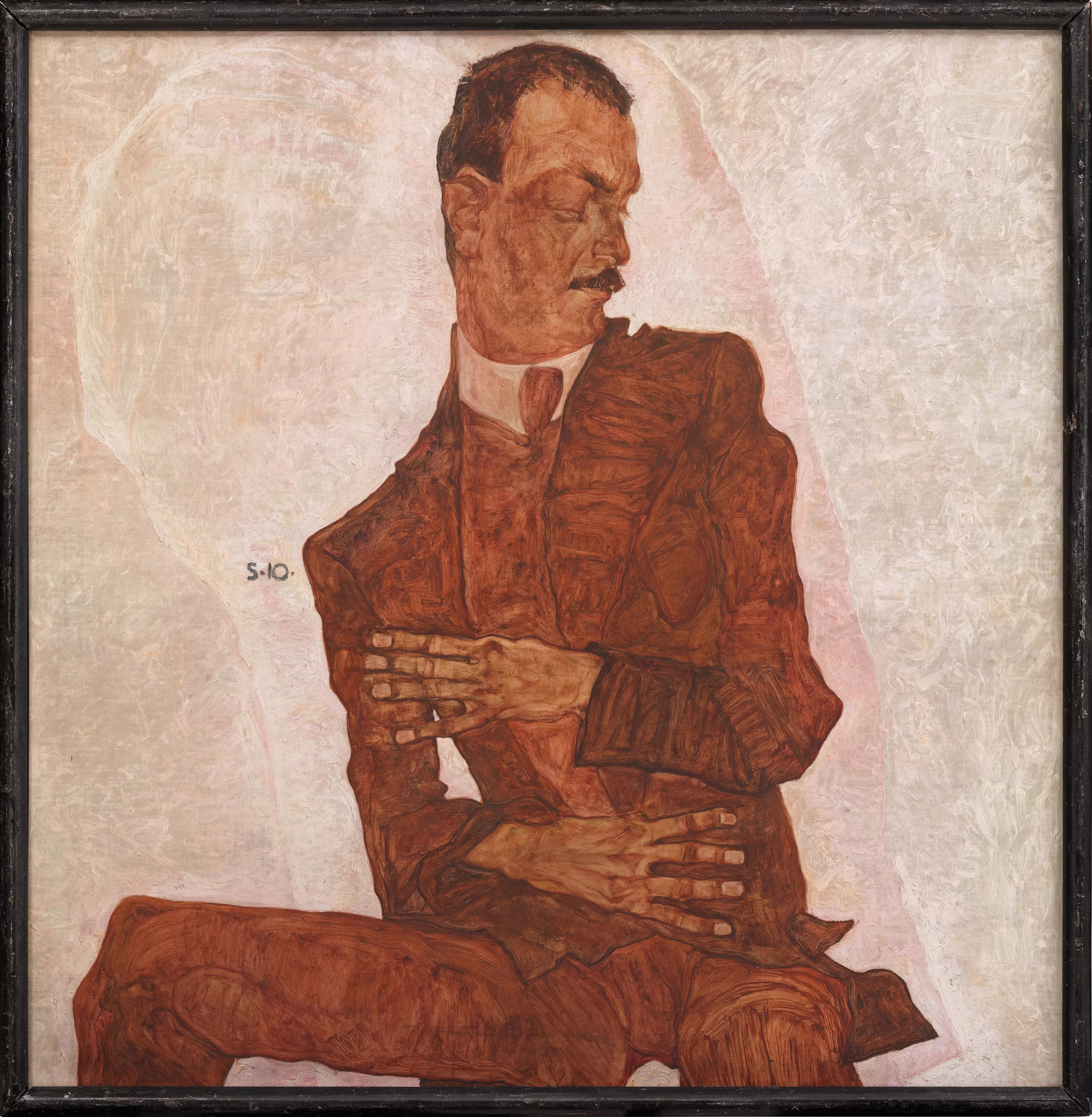
Arthur Roessler von Egon Schiele

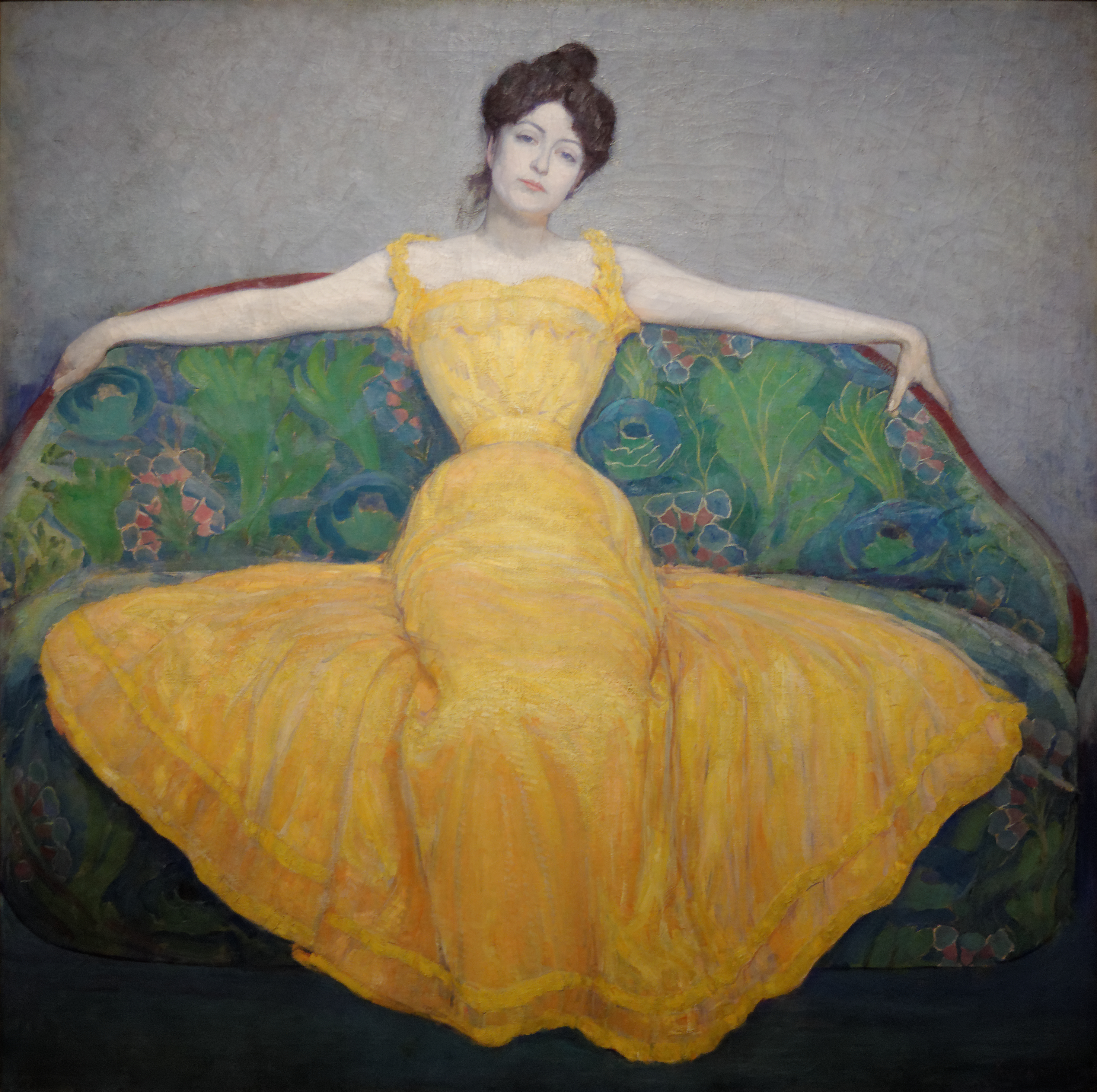
Dame in Gelb von Max Kurzweil
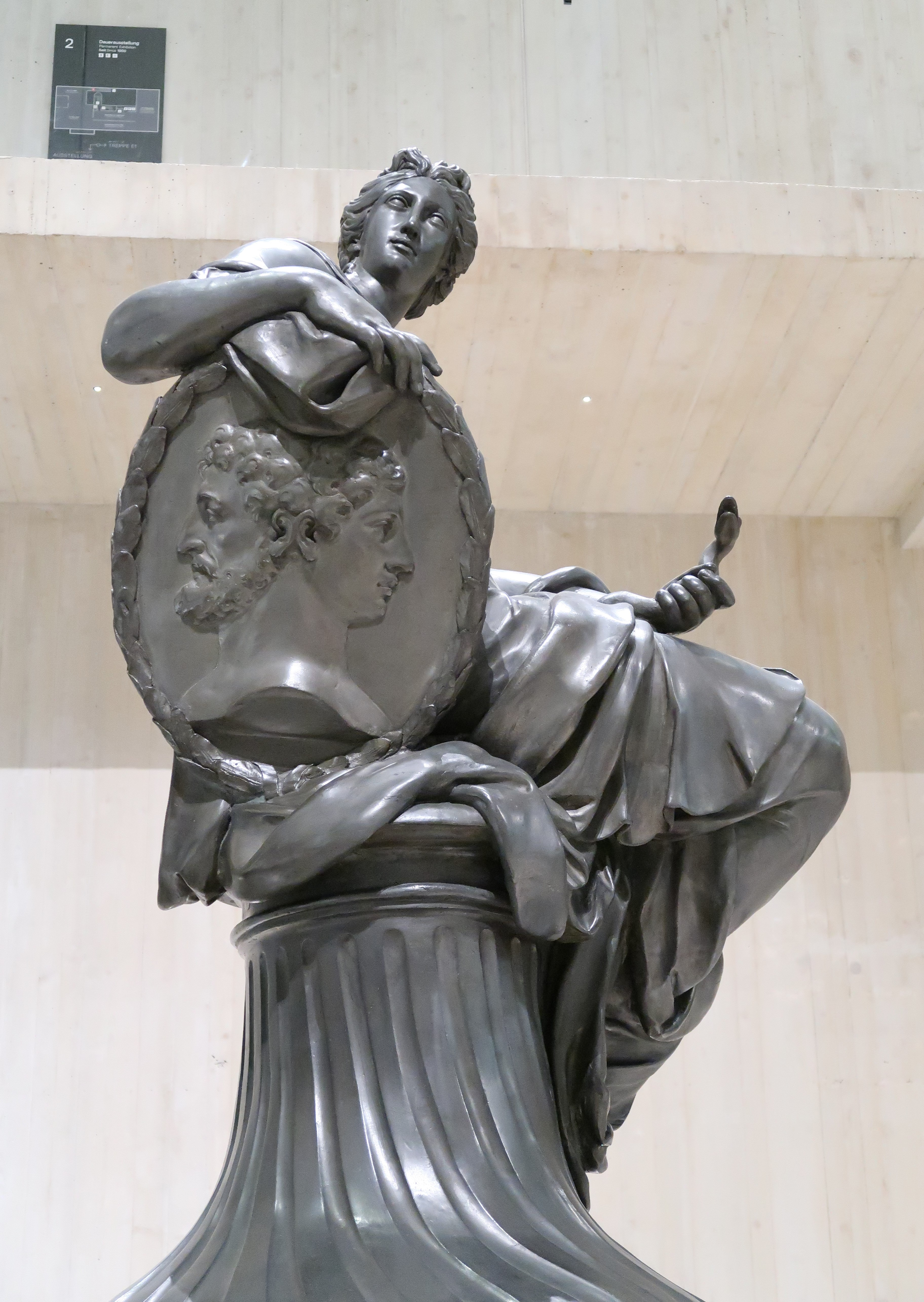
Providentia des "Donner-brunnens" von Raphael Donner
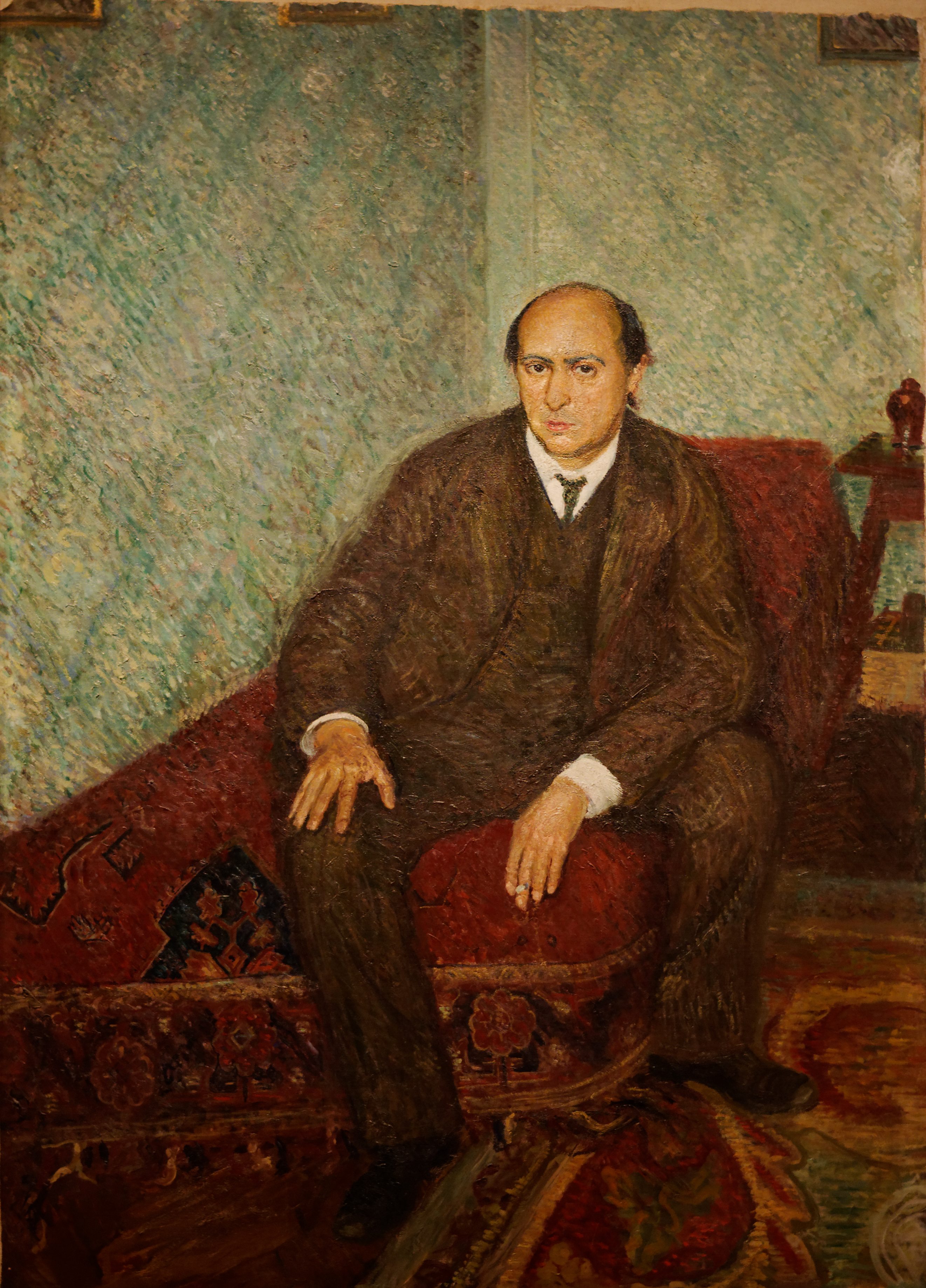
Arnold Schönberg von Richard Gerstl
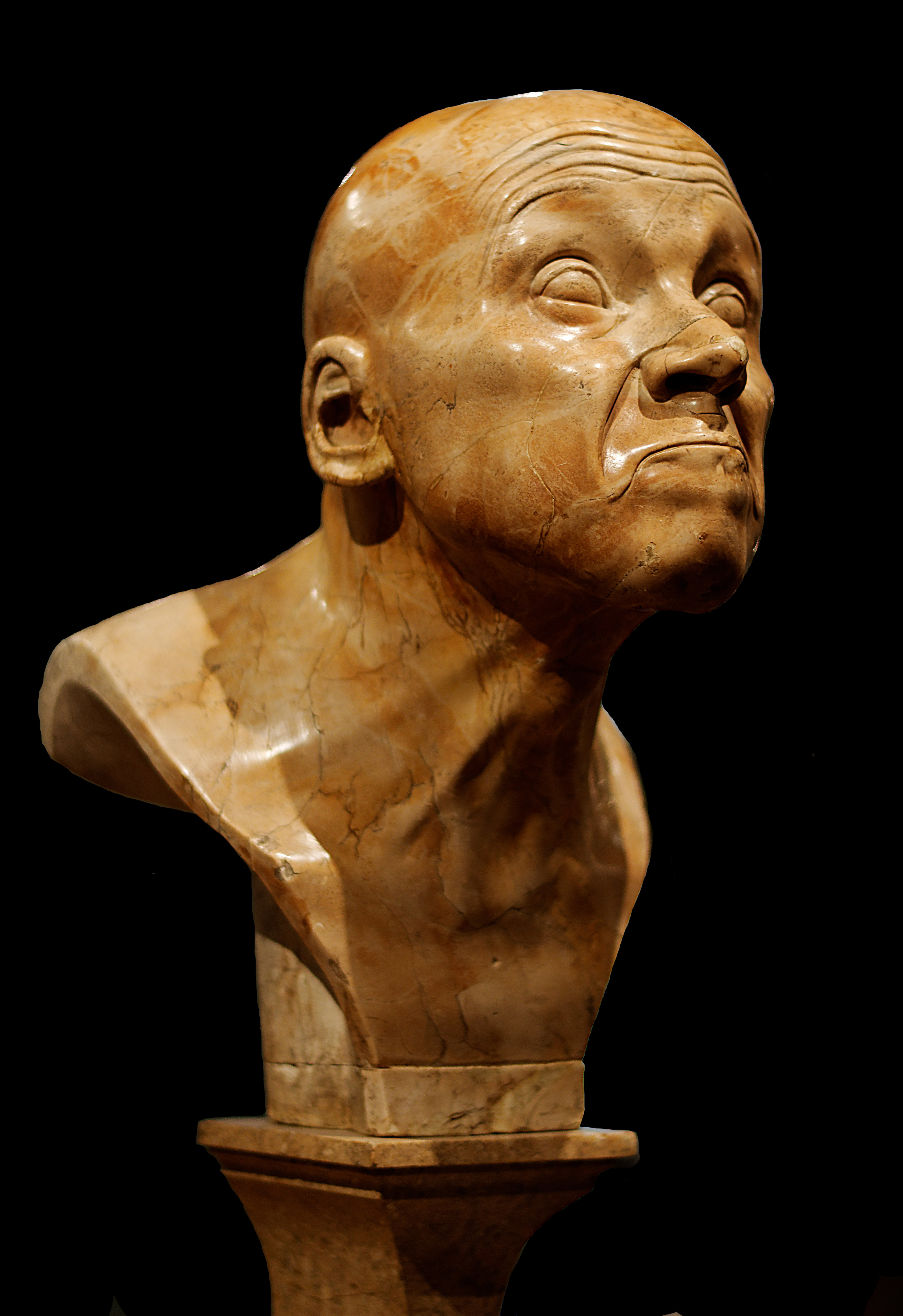
Die Einfalt im höchsten Grade von Franz Xaver Messerschmidt
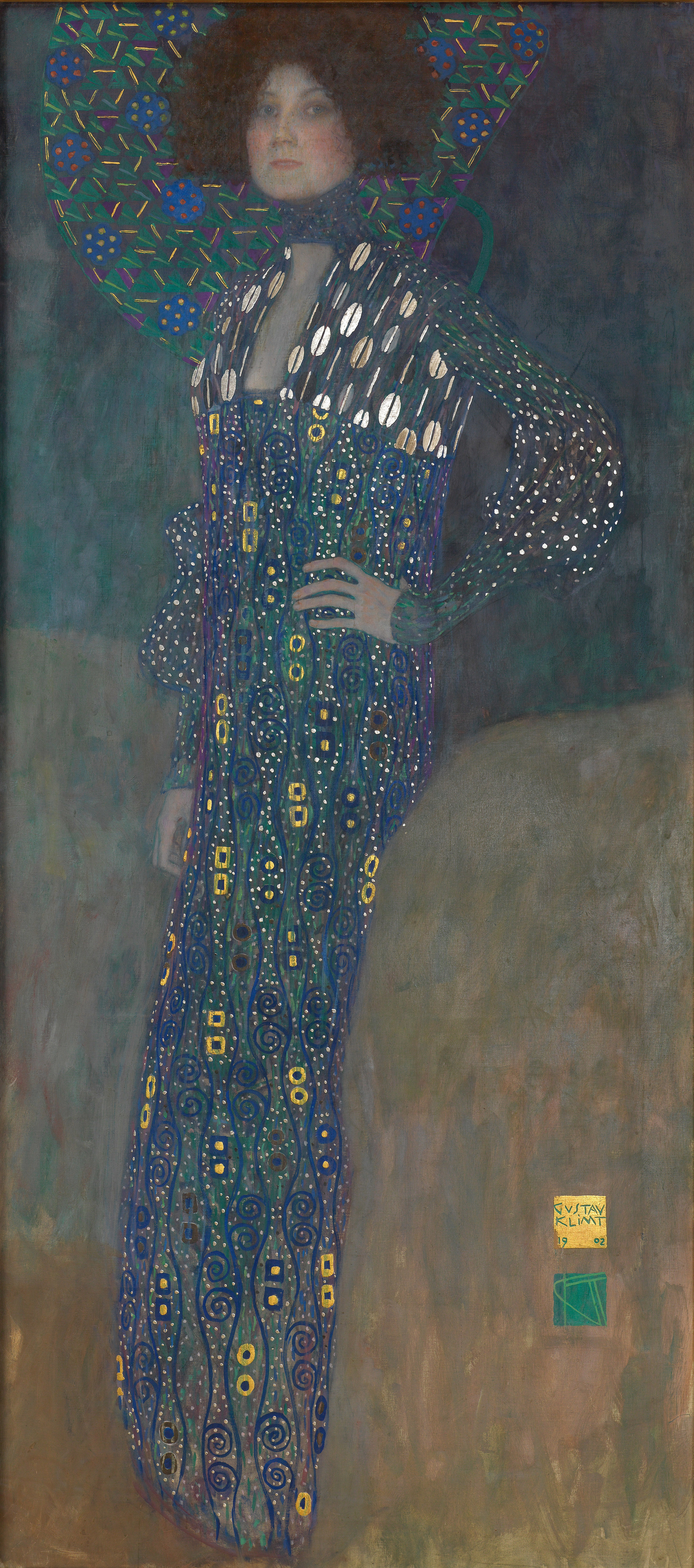
Bildnis Emilie Flöge von Gustav Klimt

## Weitere Standorte

### Wien Museum Hermesvilla

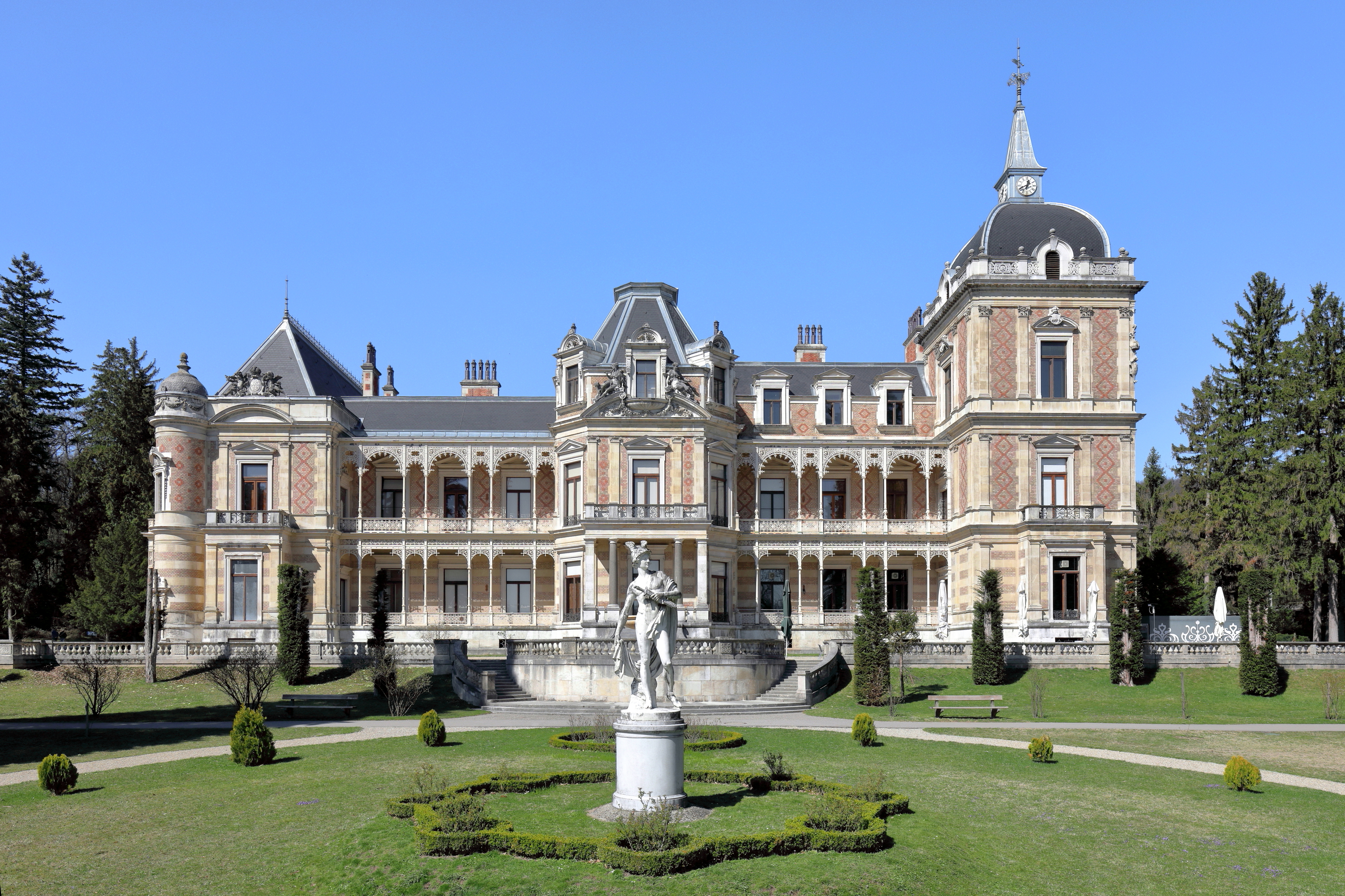
Hermesvilla

Seit 1971 werden in der Hermesvilla, einem Schloss im Lainzer Tiergarten im Westen von Wien, das Kaiser Franz Joseph für seine Frau Kaiserin Elisabeth von 1882 bis 1886 errichten ließ, Ausstellungen gezeigt. Das Gebäude wurde in den 1970er Jahren vom Verein der Freunde der Hermesvilla unter Altbürgermeister Bruno Marek revitalisiert und später von der Stadt Wien übernommen. Die Dauerausstellung widmet sich der Geschichte des Gebäudes und dem Kaiserpaar, das sich bis zum Tod Elisabeths einige Tage pro Jahr dort aufhielt. Darüber hinaus werden Sonderausstellungen zu den verschiedensten kulturgeschichtlichen Themen gezeigt.

### Otto-Wagner-Pavillon auf dem Karlsplatz

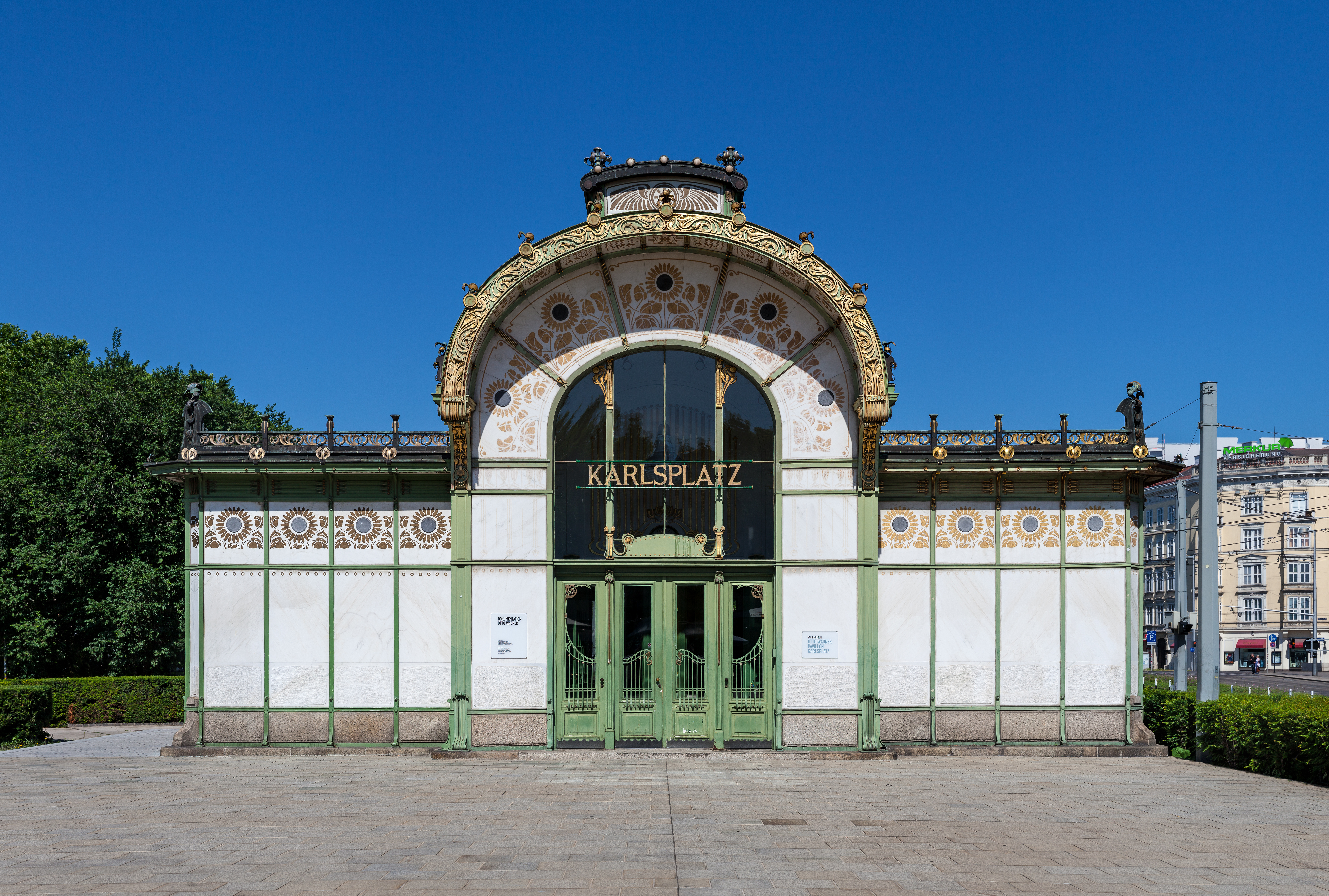
Otto-Wagner-Pavillon auf dem Karlsplatz

In dem von Otto Wagner entworfenen ehemaligen Stationsgebäude der Wiener Stadtbahn wird seit 2005 eine Dauerausstellung über das Leben und Werk Wagners gezeigt.
Im Zuge der Errichtung der Stadtbahn in den 1890er Jahren, für die der Architekt Otto Wagner den Gestaltungsauftrag erhielt, entstand 1898 dieser Jugendstil-Pavillon, der einen ihm gegenüber liegenden Zwillingspavillon hat. Als in den 1960er Jahren die Planung für den neuen U-Bahn-Knoten Karlsplatz voranschritt, konnte ein Abriss gerade noch verhindert werden. Die Pavillons wurden demontiert, restauriert und 1977, nach dem Ende der Arbeiten zur Neugestaltung des Karlsplatzes, als reine Design-Denkmäler wieder aufgestellt. Im westlichen der beiden Pavillons, der vom Wien Museum genutzt wird, befindet sich an der Hinterseite ein Abgang zur U-Bahn-Station, der östliche wird von einem Kaffeehaus genutzt.

### Hofpavillon Hietzing

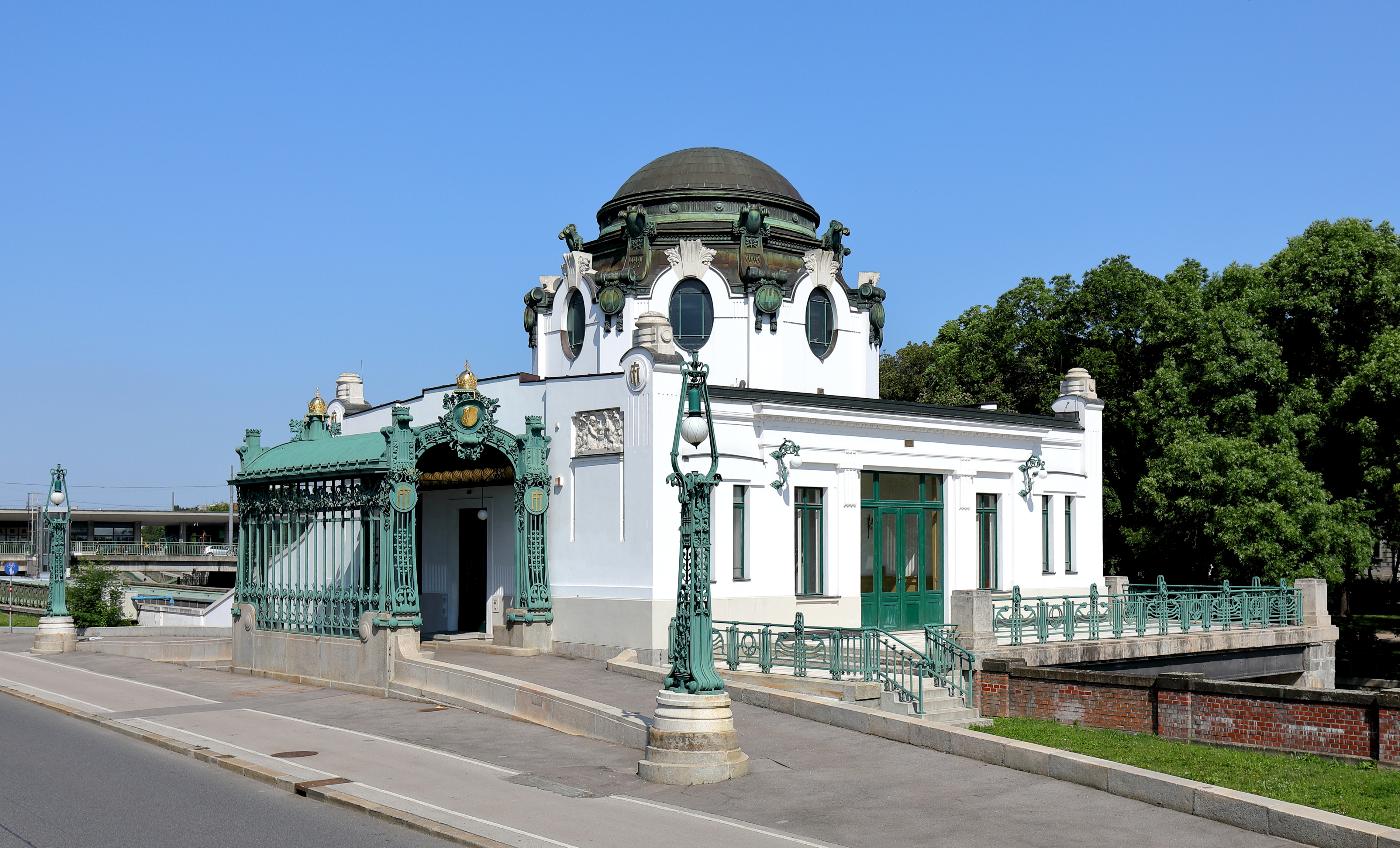
Hofpavillon Hietzing

Der Hofpavillon Hietzing in der Nähe von Schloss Schönbrunn in Hietzing wurde 1899 nach Entwürfen von Otto Wagner errichtet und diente dem Kaiser und seinem Hof als Ein- und Ausstiegsstelle, so diese mit der Stadtbahn reisten. In der ursprünglichen Stadtbahnplanung war dieser Pavillon nicht vorgesehen, Otto Wagner hat den Bau auf eigene Verantwortung initiiert. Er wurde am stadtseiten Stationsende an die 1898 eröffnete Stadtbahnstation Hietzing angebaut; Stiegenabgänge führten zu den öffentlichen Bahnsteigen. Allerdings benutzte der Kaiser den Pavillon nur zwei Mal. Heute werden im Pavillon der kaiserliche Wartesalon, das Arbeitskabinett des Kaisers und andere Räume als Dauerausstellung gezeigt.

### Kirche am Steinhof

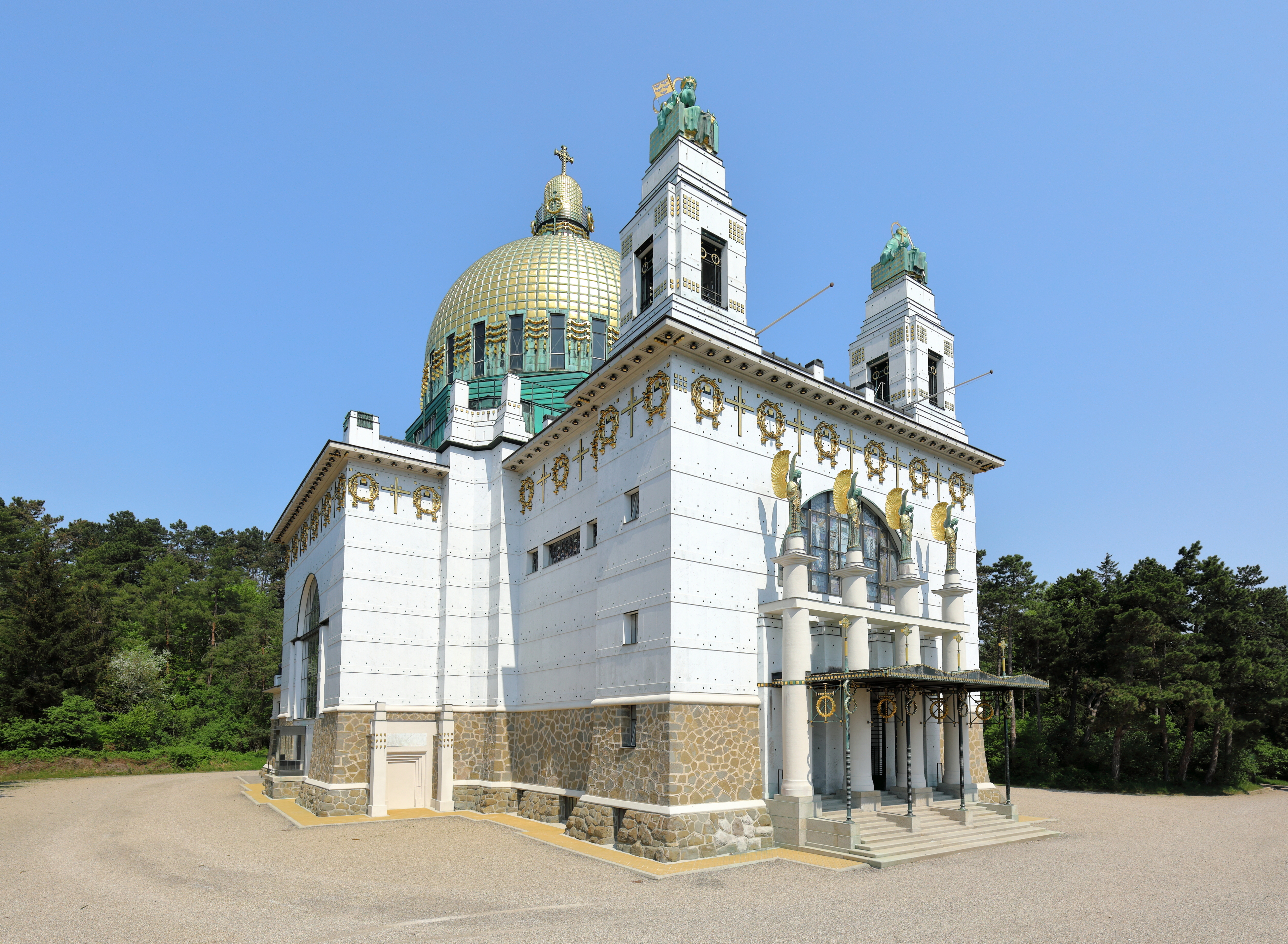
Otto-Wagner-Kirche am Steinhof

Die Kirche am Steinhof nach Entwürfen von Otto Wagner gilt als eines der Hauptwerke des Jugendstils in Wien. Sie wurde im Zuge des Baus eines psychiatrischen Spitals als Anstaltskirche von 1904 bis 1907 im damaligen Vorort Penzing errichtet. Seit 7. Mai 2022 ist die Kirche ein weiterer Standort des Wien Museums.

### Spezialmuseen

#### Pratermuseum

Dachgeschoß des neuen Pratermuseums mit dem Riesenrad

Seit März 2024 befindet sich das Pratermuseum in einem neu errichteten dreistöckigen Holzbau im Wurstelprater. Vorher befand es sich für Jahrzehnte im selben Gebäude wie das Planetarium, das im Prater an der Hauptallee steht.
Mit Exponaten wie einer alten Wahrsagermaschine, Schaustücken aus Fahrgeschäften und Gemälden bietet es Einblick in die Geschichte des Praters und dem benachbarten größten Vergnügungsparks Wiens, des Wurstelpraters. Der Heimatforscher Hans Pemmer gründete das Museum 1933 in seiner Wohnung und schenkte die Sammlung 1964, im Jahr der Planetariumseröffnung, der Stadt Wien. Das Museum verfügt weiters über Exponate aus den Beständen des Wien Museums, der Sammlung Adanos und der Laterna-magica-Sammlung von Ernst Hrabalek.

##### Neubau und Umzug
Im Sommer 2021 wurde bekannt, dass das Pratermuseum aus dem Gebäude des Planetariums in eine umgestaltete Spielhalle im Wurstelprater umziehen sollte. Die Stadt stellte zunächst ca. 1,6 Mio. Euro für den Umbau zur Verfügung. Aus Klimaschutz- bzw. Nachhaltigkeitsgründen wurde beschlossen, dass auf dem Platz der alten Spielhalle ein dreistöckiger Holzbau inklusive eines der Öffentlichkeit zugänglichen Veranstaltungraumes im Erdgeschoß errichtet wird. Die Investitionskosten stiegen auf ca. 4,1 Mio. Euro. Der Spatenstich für den Neubau erfolgte am 19. Oktober 2022. Am 14. März 2024 wurde das neue Pratermuseum eröffnet.

#### Römermuseum

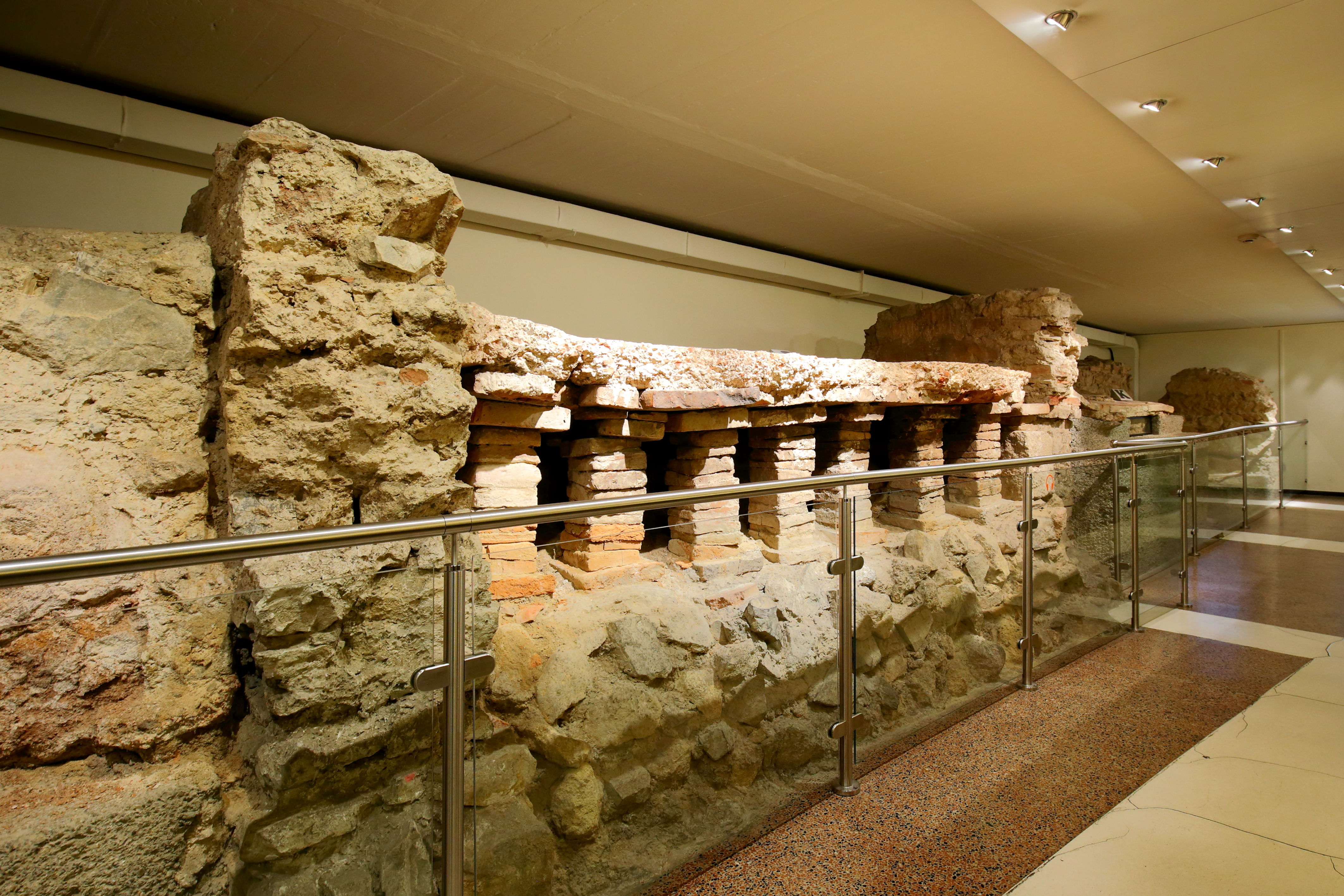
Ruinen im Römermuseum am Hohen Markt

Am Hohen Markt sind Reste von Häusern, die im römischen Legionslager Vindobona als Offiziersquartierte dienten, zu besichtigen. Zu den Exponaten zählen auch Keramiken, Grabsteine und andere Objekte, die einen Einblick in das Leben in dem römischen Lager und der angeschlossenen Zivilstadt vor rund 2000 Jahren geben. Diese früher „Römische Ruinen“ genannte Museumsaußenstelle wurde zu dem im Mai 2008 eröffneten „Römermuseum“ erweitert.

#### Uhrenmuseum

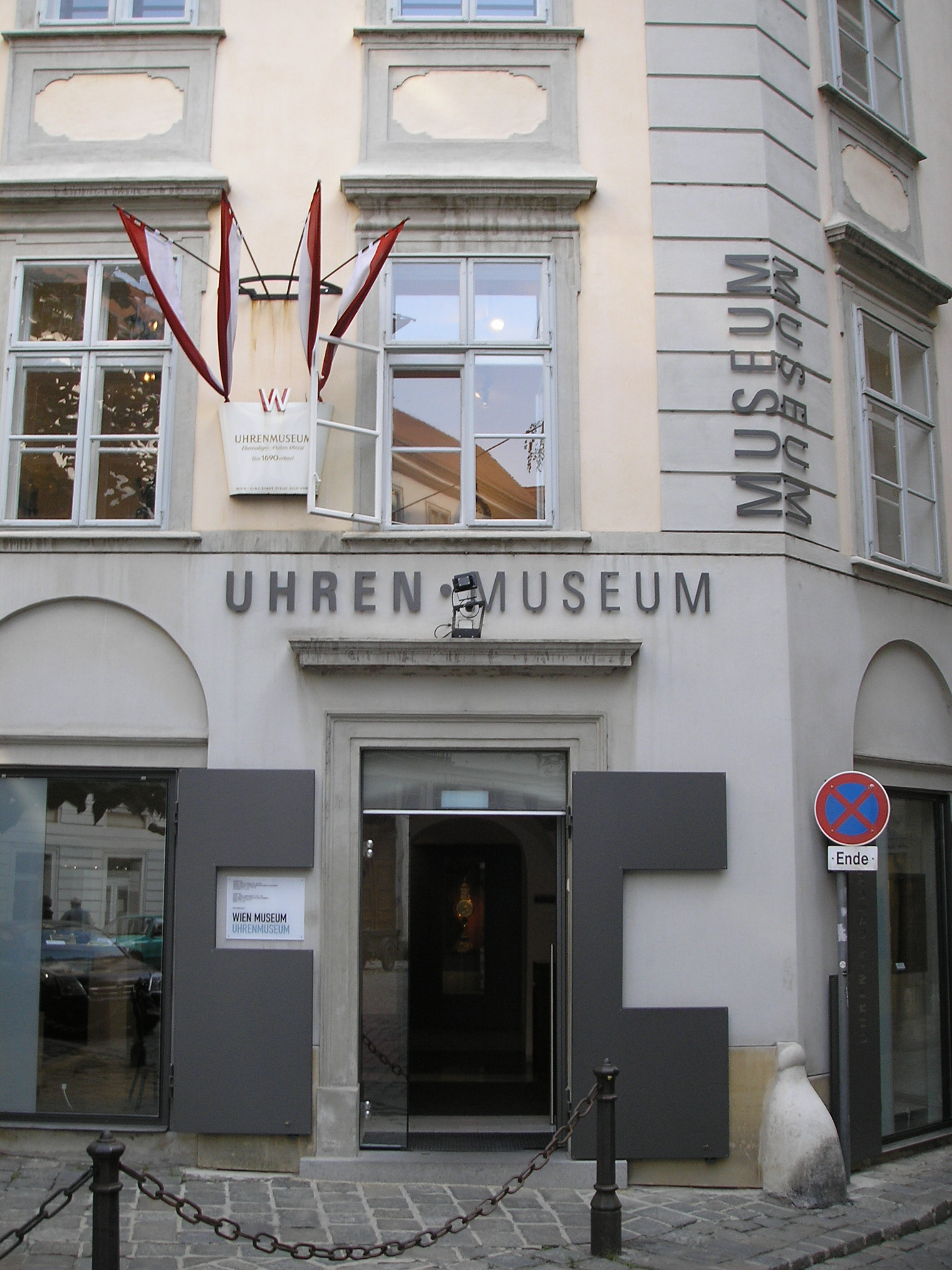
Eingang zum Uhrenmuseum im Palais Obizzi

Das im Palais Obizzi in der Wiener Innenstadt untergebrachte Uhrenmuseum gilt als eines der bedeutendsten seiner Art in ganz Europa. Das Museum wurde 1917 gegründet, den Grundstock bildeten die Uhrensammlungen des ersten und langjährigen Direktors Rudolf Kaftan und der Dichterin Marie von Ebner-Eschenbach. Während des Zweiten Weltkrieges wurde das „Haus der zehntausend Uhren“, wie es auch genannt wurde, geschlossen, die wertvollen Uhren versuchte man auf verschiedenen Schlössern in Niederösterreich in Sicherheit zu bringen, was allerdings nur zum Teil gelang. Nach Kriegsende wurde mit den Wiederaufbauarbeiten im Museum begonnen, dank Zuschüssen seitens der Stadt Wien sowie privater Spenden konnte die Sammlung um einige seltene Stücke bereichert werden.

### Musikerwohnungen

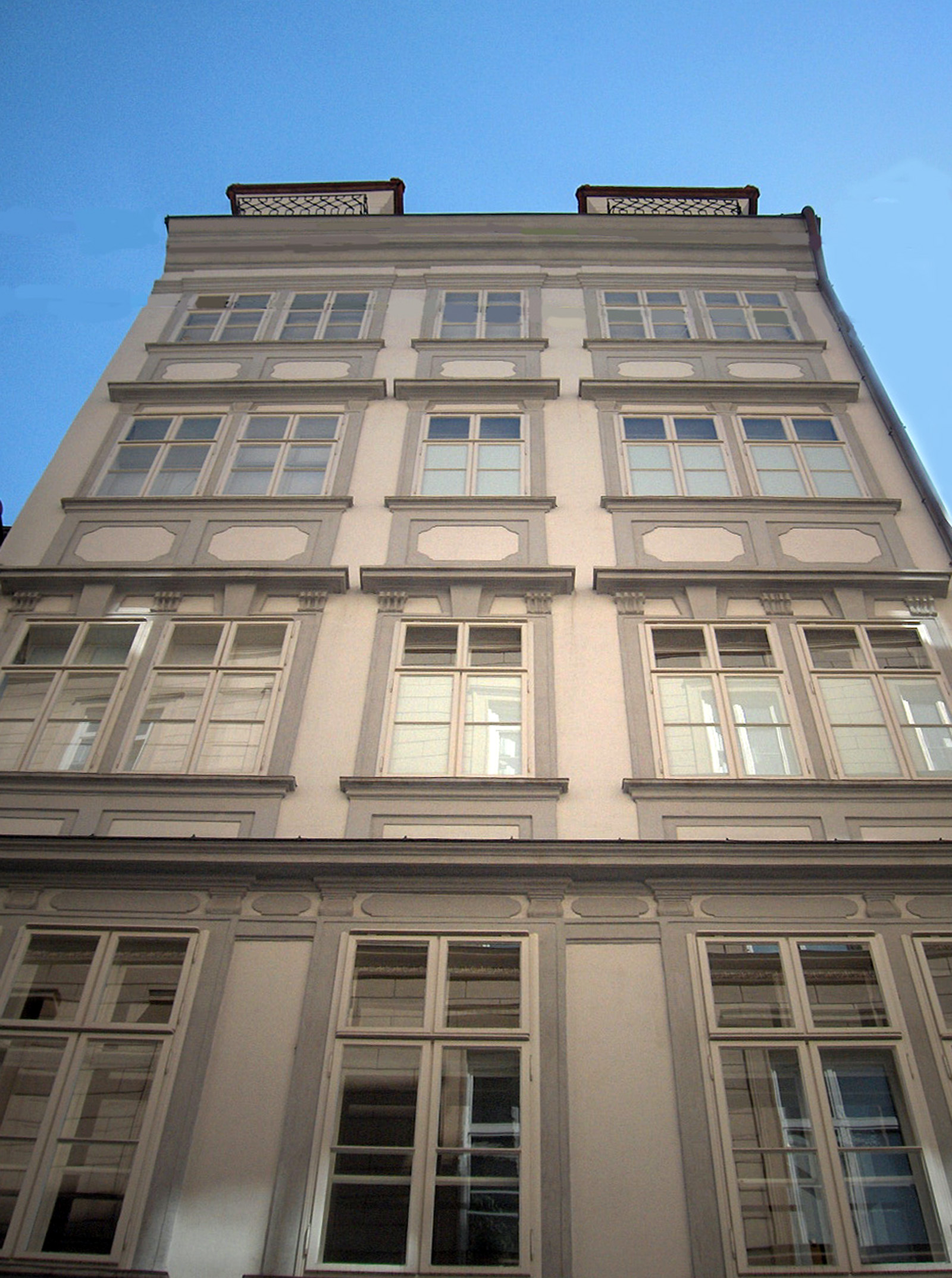
Mozarthaus Vienna in der Domgasse

Zahlreiche Wohnungen, aber auch Geburts- und Sterbehäuser namhafter Komponisten bestehen weitgehend im Originalzustand und sollen dem Besucher einen Einblick in Leben und Alltag der Künstler vermitteln. Zu den Exponaten zählen unter anderem deren Notenblätter, aber auch Gebrauchsgegenstände.

#### Mozartwohnung
Die Wohnung in der Domgasse in unmittelbarer Nähe des Stephansdoms ist die einzige erhaltene Wohnung von Wolfgang Amadeus Mozart in Wien (die Originalmöblierung blieb allerdings nicht erhalten). Mozart lebte hier von 1784 bis 1787; in dieser Zeit entstand unter anderem die Oper Le nozze di Figaro, weshalb das Haus heute auch als Figarohaus bekannt ist. Die Wohnung kann bereits seit Jahrzehnten besichtigt werden, Anfang 2006 wurde sie nach einer Umgestaltung wiedereröffnet. Sie ist Teil des Mozarthauses Vienna, das über Ausstellungsflächen auf mehreren Stockwerken verfügt und Exponate wie den Tisch, an dem Mozart die Zauberflöte komponiert haben soll, zeigt.

#### Beethoven-Wohnung Heiligenstadt

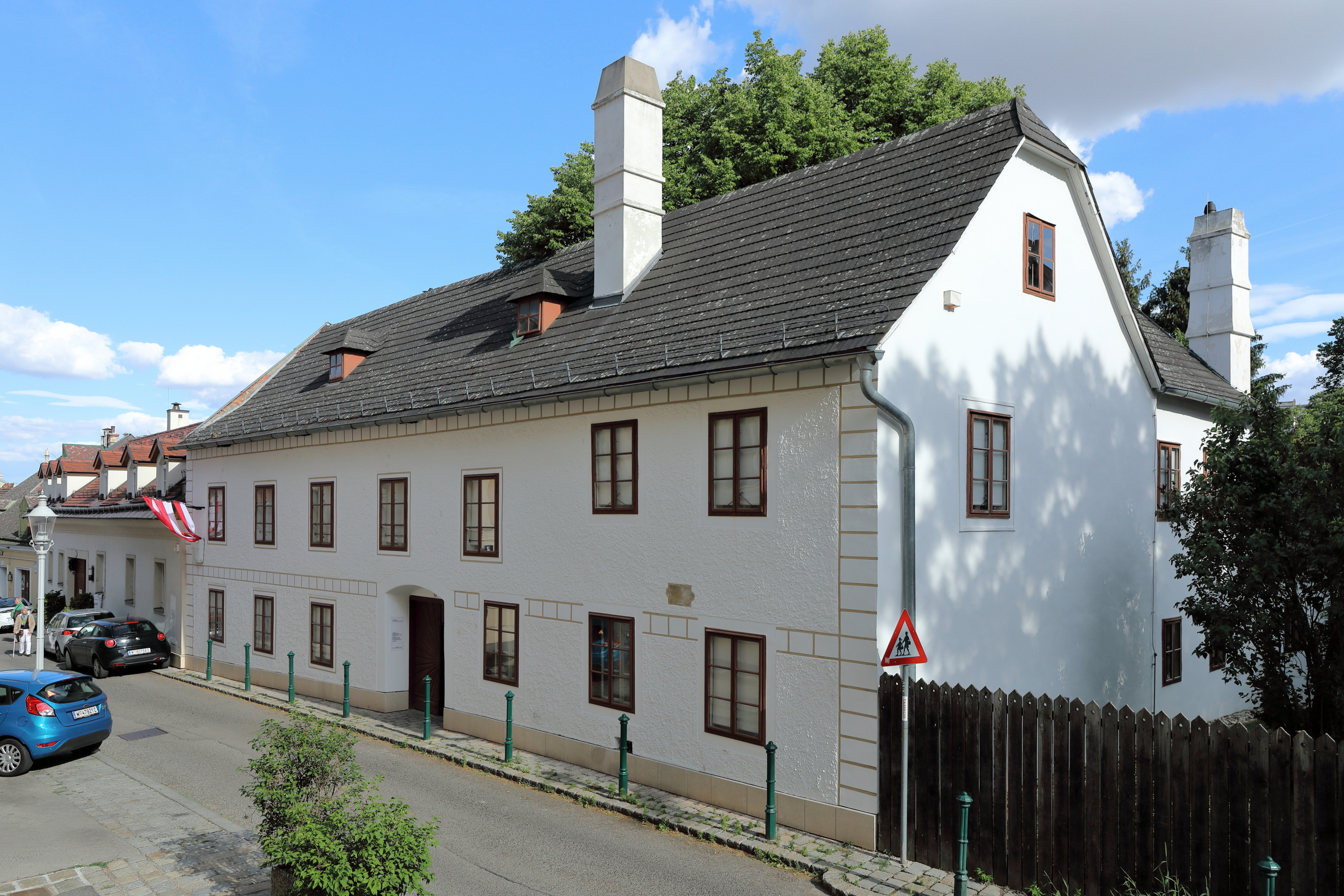
Heiligenstadt: Haus in der ehemaligen Herrengasse 6 (heute Probusgasse 6)

Den Sommer 1802 verbrachte Ludwig van Beethoven in einem Haus in Heiligenstadt (heute 19. Bezirk). Der damalige Vorort von Wien verfügte über eine Kur- und Badeanstalt, hier suchte Beethoven nach Heilung bzw. Besserung seines fortschreitenden Gehörleidens. Während dieses Aufenthalts schrieb er unter anderem an seiner 2. Sinfonie, er verfasste aber auch – in einer Phase von Sorge und Pessimismus über den Zustand seines Gehörs – sein Heiligenstädter Testament. Mündlichen Überlieferungen nach handelte es sich um das Haus in der heutigen Probusgasse 6, was jedoch umstritten ist, da zur damaligen Zeit für die Wiener Vororte keine Konskriptionsbogen existierten und auch Beethovens Briefe keinen Beleg für diese Adresse enthielten.

#### Beethoven-Pasqualatihaus

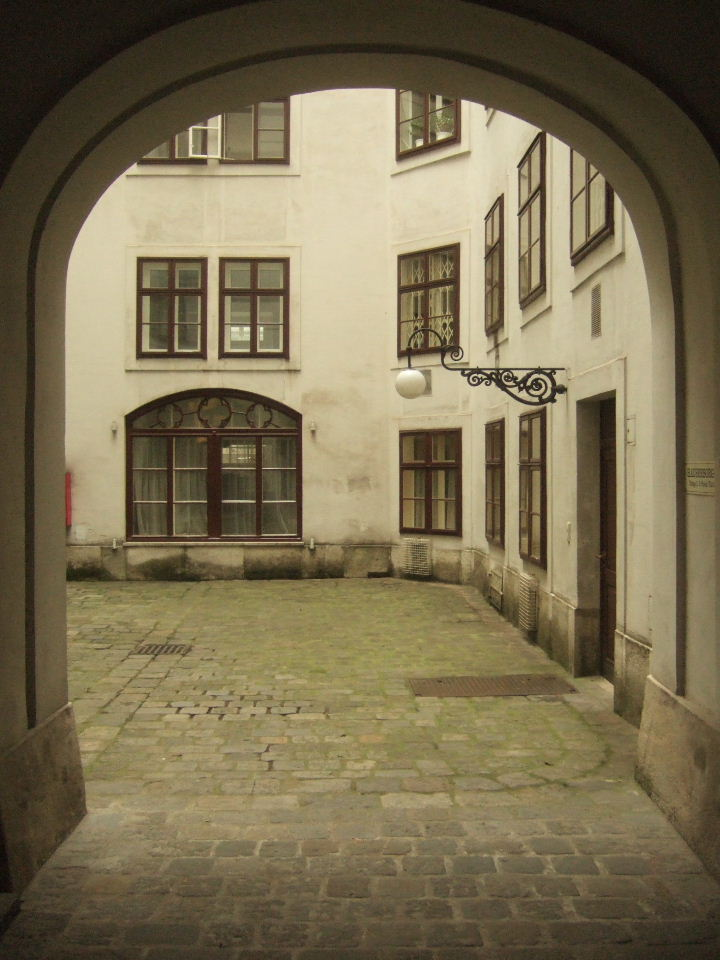
Eingang und Hof des Pasqualati-Hauses

Das Haus seines Gönners Johann Baptist Freiherr von Pasqualati auf der Mölker Bastei in der Wiener Inneren Stadt diente Beethoven in den Jahren 1804 bis 1808 und 1810 bis 1814 als Wohnung. Hier komponierte er einige seiner Werke, unter anderem die 5. und 6. Sinfonie, Für Elise, das „Erzherzog-Trio“ und seine einzige Oper, Fidelio. Da Beethovens Wohnung im nördlichen Teil des vierten Stocks des Pasqualatihauses vermietet ist, zeigt man die Nachbarwohnung als Beethoven-Stätte.

#### Haydnhaus

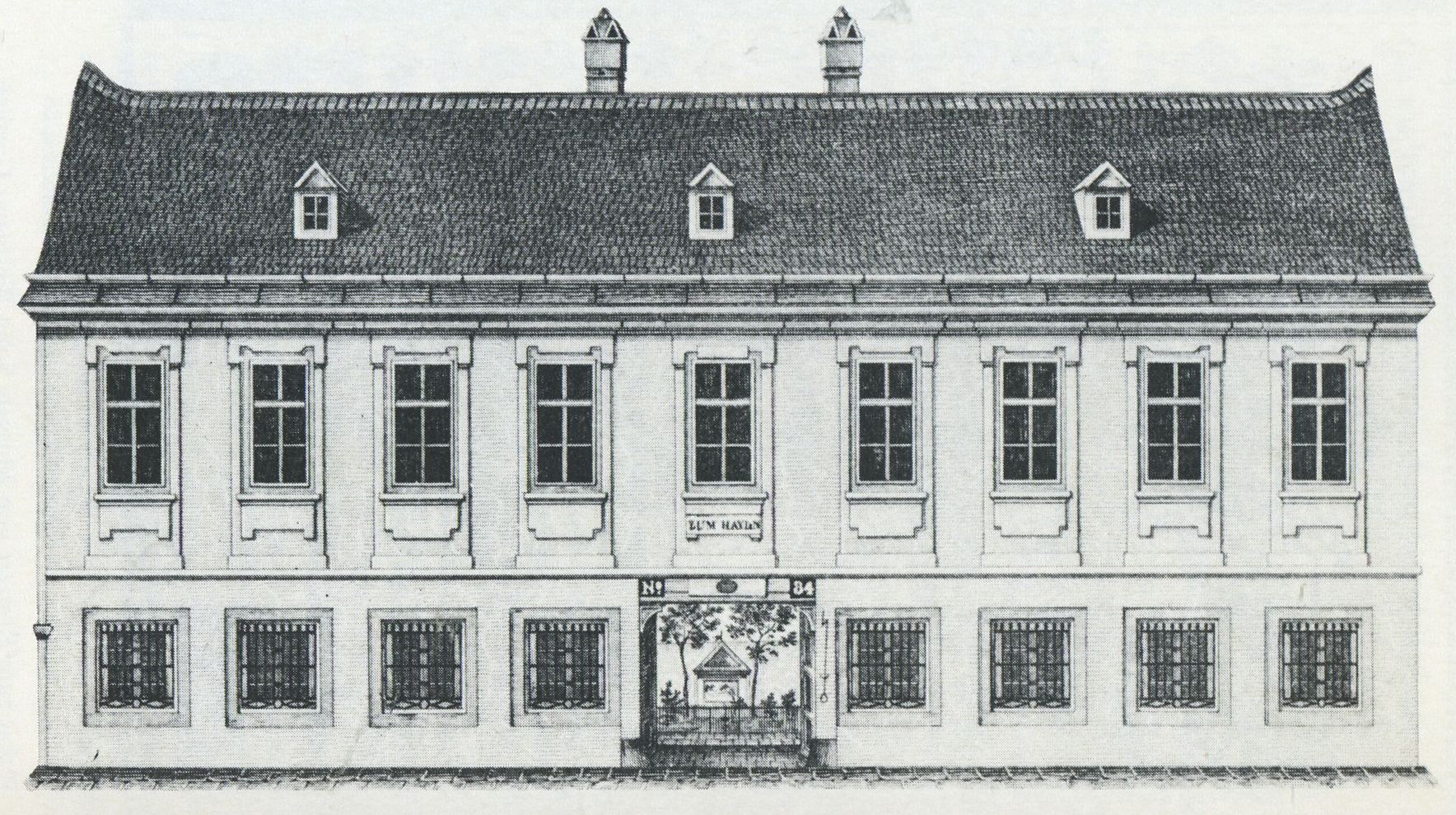
Haydns Wohnhaus um 1840

Joseph Haydn erwarb 1793 das Haus in der heutigen Haydngasse 19 in Mariahilf (heute 6. Bezirk) und bewohnte es bis zu seinem Tod im Jahr 1809. Ursprünglich hatte das Haus die Anschrift Kleine Steingasse 71 (ab 1795 Nr. 73) und lag in der kleinen Siedlung Obere Windmühle, die zur Vorstadt Windmühle gehörte und von der wesentlich größeren Vorstadt Gumpendorf, zu deren Kirchenbezirk sie gehörte, fast vollständig umschlossen wurde. Dort komponierte Haydn unter anderem die Oratorien Die Schöpfung und Die Jahreszeiten. 1862 wurde die Haydngasse nach ihrem berühmtesten Bewohner benannt, das Haus ist seit 1899 Gedenkstätte und seit 1904 städtisches Museum. In einem Johannes Brahms gewidmeten Raum kann man Brahms’ Komponierpult sehen. 2009 wurde anlässlich des 200. Todesjahres von Joseph Haydn die Dauerausstellung neu konzipiert und erweitert, ein Schwerpunkt liegt auf den letzten Lebensjahren des Komponisten.

#### Schubert-Geburtshaus

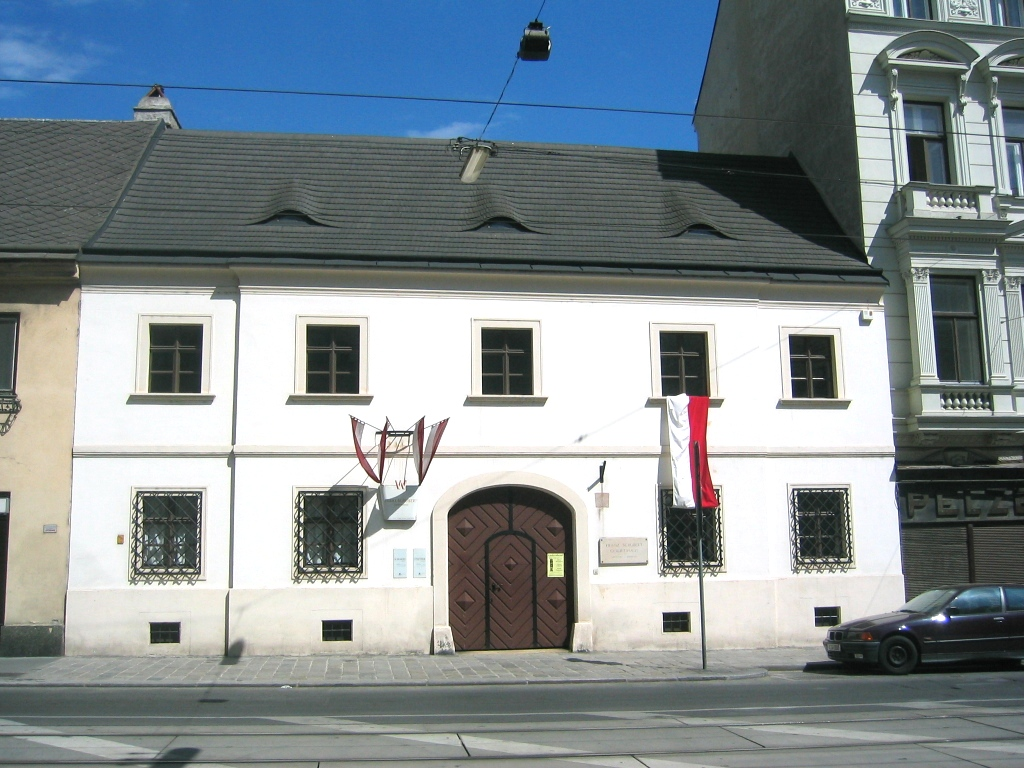
Franz Schuberts Geburtshaus

Franz Schubert verbrachte seine ersten viereinhalb Lebensjahre in diesem Haus in der Nussdorfer Straße 54 am Himmelpfortgrund im heutigen 9. Bezirk, Alsergrund. Wichtigstes Ausstellungsstück ist Schuberts äußerliches „Markenzeichen“, seine Brille. Darüber hinaus sind in dem Haus auch rund 50 Gemälde Adalbert Stifters ausgestellt, der vor allem als Schriftsteller Berühmtheit erlangte.

#### Schubert-Sterbewohnung
In der Sterbewohnung Schuberts in der Kettenbrückengasse in der Wieden (seit 1850 4. Bezirk), die seinem Bruder Ferdinand gehörte, verbrachte der Komponist die letzten zweieinhalb Monate seines Lebens. Zu den Exponaten zählen letzte musikalische Entwürfe sowie eine Kopie des letzten von ihm eigenhändig geschriebenen Briefes an Franz von Schober.

#### Johann-Strauss-Wohnung
Die Wohnung in der Praterstraße 54 in der Leopoldstadt, dem 2. Bezirk, diente Johann Strauss (Sohn) in den 1860er Jahren als Quartier in der Wintersaison. Hier komponierte er unter anderem den Walzer An der schönen blauen Donau, besser bekannt unter dem Namen Donauwalzer, zu dessen Klängen die Wienerinnen und Wiener traditionell das neue Jahr begrüßen.

### Ausgrabungsstätten
Alle Ausgrabungsstätten des Wien Museums befinden sich im 1. Wiener Gemeindebezirk, Innere Stadt, und dokumentieren verschiedene Epochen der Geschichte Wiens.

#### Neidhart-Festsaal
Der Neidhart-Festsaal befindet sich in einem aus dem 14. Jahrhundert stammenden Gebäude an den Tuchlauben in der Altstadt. Seine Wandmalereien gelten als die ältesten erhaltenen nichtkirchlichen Wandmalereien Wiens. 1398 wurde der damalige Festsaal im Haus im Auftrag des wohlhabenden Wiener Händlers Michel Menschein mit dem Bilderzyklus ausgestattet, der größtenteils Szenen aus dem Leben des Minnesängers Neidhart von Reuental zeigt. Die Wandmalereien, sogenannte Seccos, wurden 1979 im Zuge von Umbauarbeiten unter einer Schicht Putz entdeckt. Seit 1982 sind sie der Öffentlichkeit zugänglich. 2019 wurde eine neue Dauerausstellung mit Einblicken in das Alltagsleben des mittelalterlichen Wiens eröffnet.

#### Virgilkapelle
Die Virgilkapelle wurde um 1250 erbaut, diente aber ab dem 14. Jahrhundert einer reichen Wiener Familie als Gruft. Nachdem 1732 der Friedhof um den Stephansdom aufgelassen worden war und 1781 die Magdalenskapelle neben dem Dom abgebrannt war, wurde in weiterer Folge auch die Virgilkapelle zugeschüttet und geriet in Vergessenheit. 1973 wurde sie im Zuge von U-Bahn-Bauarbeiten (Linie U1) wiederentdeckt und ist heute rund zwölf Meter unter der Oberfläche als Museum integrativer Bestandteil der U-Bahn-Station Stephansplatz und auch über diese erreichbar.

#### Ausgrabungen Michaelerplatz

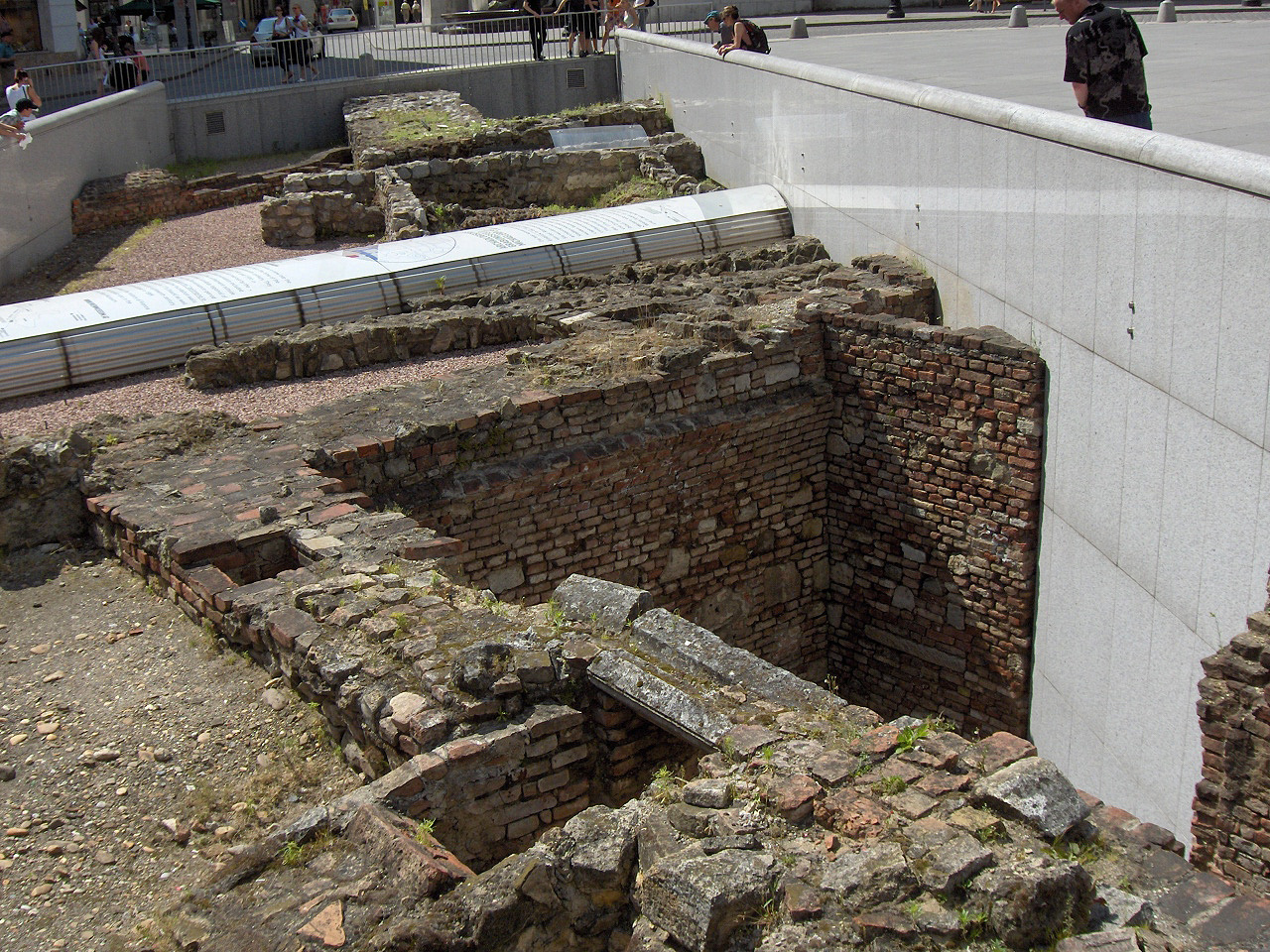
Ausgrabungen Michaelerplatz

Im Zuge von archäologischen Untersuchungen des Michaelerplatzes von 1989 bis 1991 wurden unter anderem Reste der römischen Lagervorstadt Canabae des Lagers Vindobona entdeckt. Hier dürften sich vor allem Wohnhäuser der Frauen und Kinder der Soldaten befunden haben. Das Grabungsfeld wurde 1991 permanent für die Öffentlichkeit zugänglich gemacht, die Gestaltung übernahm Hans Hollein.

## Weitere Einrichtungen

### Depot
Das Wien Museum hat viele Jahrzehnte lang bis zu acht Depots in Wien dazu verwendet, nicht ausgestellte Objekte zu verwahren. 2012 wurde entschieden, ein zentrales Depot einzurichten. 2013 erfolgte die Übersiedlung von mehr als einer Million an Objekten in eine in Himberg, einer Gemeinde wenige Kilometer südlich der Stadtgrenze Wiens, angemietete Halle mit mehreren Stockwerken und 12.000 Quadratmetern Fläche. Unmittelbar benachbart ist ein Depot des Kunsthistorischen Museums.

### Modesammlung
Im Schloss Hetzendorf in Meidling befindet sich neben der Modeschule der Stadt Wien die – öffentlich nicht zugängliche – Modesammlung des Wien Museums. Für Besucher offen steht hingegen die angeschlossene Bibliothek, die aus mehr als 12.000 Bänden und zahlreichen Journalen, Fotos und rund 3.000 Kupferstichen zum Thema Mode besteht.

### Römische Baureste
Im Keller der Feuerwehrzentrale Am Hof befindet sich ein in originaler Lage erhalten gebliebenes Stück eines römischen Lagerhauptkanals, der einst dazu diente, die Abwässer aus dem südlichen Teil des Lagers über den Tiefen Graben zum Ottakringer Bach zu führen. Entdeckt wurden diese Baureste in den 1950er Jahren im Zuge des Fundamentaushubs für den Neubau der Wiener Feuerwehrzentrale, die gegen Ende des Zweiten Weltkrieges durch Bombentreffer zerstört wurde. Dabei kamen in einer Tiefe von knapp drei Metern Mauerreste, ein Turm der Lagermauer, ein Teil einer entlang des Lagerwalls verlaufenden Straße sowie ein rund fünf Meter langer Teil des darunter liegenden Kanals zum Vorschein.